# クレヨンしんちゃん (アニメ)
『クレヨンしんちゃん』は、臼井儀人（らくだ社）による同名の漫画を原作とする日本のテレビアニメ。シンエイ動画の制作により1992年4月13日からテレビ朝日系列で放送されている。日本での知名度は高く国民的アニメとなっている。海外展開にも成功し、作中の主な舞台である埼玉県春日部市に多数の外国人観光客が来訪するようにもなっている。
2025年1月現在、土曜の16:30 - 17:00（JST、以下略）の放送枠で放送されている。1992年4月13日の放送開始当初は月曜19:00から放送されていた。その後何度か放送時間帯が変わり、2019年10月5日の枠移動に伴い現在の放送枠となった。

## 沿革

### 放送開始に至るまで
原作者の臼井儀人は1987年に双葉社に持ち込んだ原稿が「Weekly漫画アクション」新人賞佳作を受賞して漫画家としてデビューした。その後、受賞作がそのまま連載化された『だらくやストア物語』の登場人物のうち、自分を「オラ」という少年時代の二階堂信之介をモデルに主人公を設定したスピンアウト企画（本作の担当編集であった林克之がこのキャラをふくらませれば面白くなると直感したことが発端）として『クレヨンしんちゃん』の連載が1990年8月21日に開始された。
後に『クレヨンしんちゃん』のアニメ化を担当するスタッフは元々『エスパー魔美』『チンプイ』『21エモン』といった藤子・F・不二雄原作のアニメ（以下、「藤子アニメ」）の制作チームであった。
『21エモン』終了後、今まで藤子アニメを制作していたシンエイ動画の放送枠が木曜19時30分枠から月曜19時枠に移動した。当初は『21エモン』の後番組も藤子アニメが制作される予定だったが、当時テレビ東京が月曜19時に小学館の刊行漫画を原作とした『炎の闘球児 ドッジ弾平』を放送していた。藤子・F・不二雄の作品の多くは小学館から発行されており、放送枠の裏表が同一出版社の漫画原作のアニメをぶつけるのは難しいという判断から、藤子アニメ以外の作品を放送することになった。
その後1991年末に行われた旭通信社（現：ADKホールディングス、及びADKエモーションズ）のラジオテレビ企画部の会議にて、当時旭通信社のプロデューサーだった堀内孝が「青年誌でやっている『クレヨンしんちゃん』というマンガが面白くなるような気がする」と発言したのがきっかけで、旭通信社が『クレヨンしんちゃん』のアニメ化を企画。それをテレビ朝日編成局編成部長の高橋浩とシンエイ動画に持ち込み、1992年1月13日にテレビアニメ化が決定した。ただし、あくまで別に存在した本命の企画を引き立てるための「かませ犬」としての企画であった
。
当て馬から一転アニメ化された理由は「『ちびまる子ちゃん』とは違った、子供が大人を振り回す作品をテレビアニメにしたら面白そう」とのことだった。このため、本作は元々『ドッジ弾平』終了までの繋ぎ番組という扱いでしかなく、『ドッジ弾平』終了後は直ちに藤子アニメに戻すつもりであった。
このような経緯もあり、当初はシンエイ動画社内でも力を入れていた作品ではなく、上層部からも「半年持たせてくれ」と言われていたという。放送初回は4.0%と低視聴率だった。初回視聴率の低迷を受けて、放送2回目以降のテレビ欄では『アニメ・嵐を呼ぶ園児クレヨンしんちゃん』と表記されるようになった。この「嵐を呼ぶ」という決まり文句は、当時のプロデューサーである太田賢司らが新聞の表記を目立たせるために急遽捻り出されたものである。
その後同年5月25日には10%超え、翌年の1月11日には20%を超え、1993年7月12日には28.2%と歴代最高視聴率を記録し、同月4歳 - 12歳の個人視聴率が67.6%に達した（視聴率データはすべてビデオリサーチ調べ、関東地区）。1993年に製作された映画第1作『アクション仮面VSハイグレ魔王』は、22.2億円の興行収入を記録した。作品は急速に人気を獲得したため、前述の『ドッジ弾平』終了以降も藤子アニメの新作は制作せず、本作が継続して放送されるようになり、現在に至っている。
制作が決定した時点で放送開始までの期間は3ヶ月足らずであり、初代監督である本郷みつるの方針でなるべく作画枚数を掛けず、漫画的なレイアウトを作ることで省力化を図った。その後、番組が軌道に乗るにつれ、アニメーターの個性が発揮されるようになり、視聴率も上向いたことで作画枚数の制限も緩和された。

### 金曜19時30分時代
1996年4月8日より月曜の19:00 - 19:54枠に1時間ドキュメントバラエティ番組『完全特捜宣言!あなたに逢いたい!』が放送されることに伴い、本番組は放送時間を1996年4月12日以降は金曜日の19時30分に移動することとなった。更に、2000年4月14日から、『ミュージックステーション』が6分繰り上がりのフライングスタートとなるため6分縮小し、19:30 - 19:54に変更された。

### 土曜19時時代
2002年4月19日より金曜の19:30 - 19:54の時間帯に『あたしンち』が放送されることに伴い、本番組は放送時間を2002年4月20日以降は土曜日の19時に移動することとなった。移動直後の2002年5月25日放送分より、セル画での制作からデジタルによる制作へ移行した。
2003年11月8日から、『ボボボーボ・ボーボボ』の放送開始により、2分縮小し、19:00 - 19:28 (JST)に変更し、フライングスタートが追加された。

### 再び金曜19時30分時代
2004年10月23日で『あたしンち』が土曜11時15分に移動したことに伴い、同年10月22日放送分からは放送時間が元の金曜19時30分枠に戻されたが、放送時間を4分縮小し、19:30 - 19:54に再変更された。
『ドラえもん』とほぼ同時期の2005年4月22日よりハイビジョン制作を開始し、アナログ放送では2010年6月11日まで14:9サイズで、同年7月2日から16:9サイズでの放送となっている。
2009年9月11日、原作者の臼井儀人が不慮の死を遂げ（詳細は「臼井儀人」を参照）、原作漫画は未完のまま絶筆作品となったが、同年9月29日にテレビ朝日の社長早河洋は記者会見で「（サザエさん方式で）継続の方向で話を進めている」と語り、放送は継続となった。臼井死亡確認後初の放送となった2009年10月16日放送分では、冒頭にお悔やみの言葉を添えて放送された。
2013年10月18日放送分より連動データ放送、2017年4月14日から2018年6月29日放送分、同年8月3日放送分より解説放送を実施。

### 土曜16時30分時代
2019年10月5日より金曜の19:00 - 20:00（JST）の時間帯に1時間バラエティ番組『ザワつく!金曜日』が21時台から2時間繰り上がって移動となり放送されることに伴い、本番組は放送時間を2019年10月5日以降は土曜日の16時30分に移動することとなった（本作が土曜に枠移動されるのは約15年ぶり）。これにより『レインボー戦隊ロビン』（1967年1月6日 - 同年3月24日）以来、52年9ヶ月間続いた「テレビ朝日系列金曜夜7時30分枠のアニメ」は終了した。また、この移動から2020年10月にテレビ東京系列の『ポケットモンスター(第7シリーズ)』が金曜18:55 -19:25枠に移動するまでは、地上波キー局のプライムタイムに一切アニメがレギュラー放送されなかった。
同年9月13日の金曜19時半における最終回終盤では前週の『ドラえもん』と同様に、「次回から土曜日だゾ」と題した短編エピソードの形式で放送時間の移動を改めて発表した。枠移動後も本番組はネットワークセールス枠として維持され、ローカルセールス枠は日曜10時・11時枠に移動となった。
2020年4月3日からはBS朝日でも放送を開始し、2019年9月までの地上波放送枠と同様に金曜19時半より放送されていた。2023年9月29日の放送をもって「ドラえもん」と共にBS朝日での放送を終了した。
2020年4月12日、野原ひろし役を放送開始から2016年までの24年間担当した藤原啓治が死去。これを受けて同年4月17日のBS朝日での放送では冒頭に追悼テロップを表示、テレビ朝日の4月18日の放送では番組の最後に野原ひろしの映像と共に追悼テロップが流れ、藤原が生前に演じた声も放送された。また、5月2日放送分が藤原の追悼企画となり、BS朝日でも2020年5月8日に同様の放送が実施される。
2022年度から提供クレジットから白テロップを撤廃（一部企業は除く）しカラー表記に統一させた。
2022年では、アニメ放送30周年を迎えたため、「クレヨンしんちゃんは30周年」のタイトルコールを毎週いろんなキャラクターが担当した。また、2023年以降は、「クレヨンしんちゃんはじまるゾ」のタイトルコールを毎週いろんなキャラクターが担当している（あいちゃんの場合は「始まりますわよ」となっているなど、キャラクターによって細かい変化や回によって言い方が異なっていたりするがほとんどのキャラクターは、「はじまるゾ」と言う）。
2023年2月25日、YouTubeチャンネル「【アニメ】クレヨンしんちゃん公式チャンネル」を開設した。期間限定で季節に合わせたお話や厳選エピソードを公開している。また、おまとめ動画や次回予告なども公開している。2024年4月1日からはお話の一部分をショート動画にして公開している。
2024年6月24日には土曜深夜に同年10月から新設される『IMAnimation』枠の発表に合わせてテレビ朝日のアニメ番組を総括する『tv asahi animation』レーベルが設けられ、本番組もその一つとして扱われている。

## 放送体制
注意テロップは「テレビを見るときは部屋を明るくし離れて見るんだゾ by 野原しんのすけ」と表示される。2023年現在、字幕放送を実施。
初代監督の本郷みつるは当初、ガラス戸は透明ではなく水色にするなど、わざと凝っていない施しにしていた。また、当初は全体の作画を統一する総作画監督を小川博司が担当する予定であったが、作業が遅れ、いよいよ放送に間に合わなくなる直前に本郷の独断で総作画監督方式をやめ、1話7分を一人の原画マンがやり、そのまま作画監督としていた。その結果、作画監督によって作画の違いがみられるようになった。2022年現在もこの方式を続けている。
3代目監督のムトウユージはインタビューにて野原家は自分の家族に置き換えることができると発言し、好きなエピソードとして当時、監督ではなく絵コンテ・演出として参加した野原家の爆発回を挙げている。またずれ荘に引っ越しを決定した理由はひろしとみさえの新婚当時のアパートと似ているという設定、みさえが何度も「あなた」と呼ぶカット、またずれ荘の部屋の間取りはムトウが新婚のときに住んでいた部屋の間取りそのままであるなど、自身の経験を多く取り入れている。
キャラクターや背景の色は2013年1月18日放送分までは鮮やかな色であったが、同年1月25日放送分からは少し落ち着いた色で表現されるものになった。

### 放送時間の変遷
上記の通り、本番組は改編に伴う時間移動が多く、本番組の移動でアニメ枠が再開または終了することも多い。
| 放送期間                       | 時間                       | 脚注                |
| ------------------------------ | -------------------------- | ------------------- |
| 1992年4月13日 - 1996年3月18日  | 月曜 19:00 - 19:30（30分） | [ 注 7 ] [ 注 8 ]   |
| 1996年4月12日 - 2000年3月17日  | 金曜 19:30 - 20:00（30分） | [ 注 9 ]            |
| 2000年4月14日 - 2002年3月29日  | 金曜 19:30 - 19:54（24分） | [ 注 10 ] [ 注 11 ] |
| 2002年4月20日 - 2003年9月27日  | 土曜 19:00 - 19:30（30分） | [ 注 12 ] [ 注 13 ] |
| 2003年11月8日 - 2004年10月16日 | 土曜 19:00 - 19:28（28分） | [ 注 14 ]           |
| 2004年10月22日 - 2019年9月13日 | 金曜 19:30 - 19:54（24分） | [ 注 15 ] [ 注 16 ] |
| 2019年10月5日 - 現在           | 土曜 16:30 - 17:00（30分） | [ 注 17 ]           |

前述のとおり、24分枠や28分枠で放送されていたときもあれば、現在のように30分枠の時期もあり、放送時間の長さの違いによって、放送1回分の話の本数が3本（30分、28分）や2本（24分）と変動している。
放送開始から2019年9月まではゴールデンタイムで放送されていた都合上、改編期（毎年3月中旬 - 4月上旬、9月中旬 - 10月中旬、年末年始）には特番が組まれ3 - 4週間ほど休止になることが多く、2000年代以降は改編期以外でもスポーツ中継によって度々休止になることもあった。2019年10月の放送枠移動後は、緊急特番や年末年始を除き、滅多に休止していない。
また、2002年から2004年までの3年間は「傑作選」として春休み期間の3月に平日午前の再放送枠の11:00 - 11:30にて放送され、2010年・2011年の夏休みは「夏休みアニメ祭り」として、前枠・ドラえもんとのコンプレックスで放送され、その後半枠として扱われたことがあった。また、「傑作選」については、元々2002年の回については「クレしん」放送開始10周年を記念してのものであったが好評のため、2004年まで毎年放送が行われた。放送話は3年間すべてひまわりが登場した直後のものであったが、オープニングは3年間一貫して本放送と異なる「ダメダメのうた」、エンディングは一部歌詞がカットされたうえで「ママとのお約束条項」が使われた。
2019年の枠変更後は、新作2本（もしくは1本）と再放送1本（もしくは2本）という編成になっている（稀に2話構成で新作2本のみの場合もある）。再放送ではサブタイトル画面は2017年7月以降使われているものに差し替えられている。また3話構成になったことに伴って、1話あたりの時間も8分程度から7分程度に短縮。そのため再放送であっても全てのキャラクターにおいてアフレコし直している。またその時間短縮の影響で基本的に一部のシーンはカットされているが、話の大筋は変えないように配慮されている。また、編成などの都合上、基本的に2009年以降の作品が放送されていたが、2023年に入ってからは2008年本放送回もたびたび放送されている。
脚本は当時の脚本を流用していることが多い。稀に、時代によってセリフや設定の改変もある（例えば「ロード・トゥ・運動会だゾ」の本放送時にはじゃがいもの品種を「メークイン」と言っていたが、2024年に再放送された際は、品種が「北あかり」に変更された）。
不定期に『◯◯SP』と題して新作・再放送ともに一つのキャラやテーマに関した内容を放送することがある。また2021年以降、映画公開直後の放送回は公開記念として映画に関する話2本と最新映画の冒頭5分を流す編成になっている。
新型コロナウイルス（COVID-19）の影響のため、制作作業が見合わせとなったことにより、2020年4月25日 - 6月6日の6回に渡って傑作選SPが放送されたが、キャラクターの声の差し替えを行わず、本編が放送当時のまま放送された。傑作選SP2では、1993年・2000年の放送分が本編ノーカットで再放送された。ハイビジョン制作以前のものであったため、画面比を現在の16：9に合わせるため、ひろしのパターンが描かれた帯が画面左右に表示されていた。5月16日は通常放送であり、再放送分はしんのすけ役が小林由美子に代わった後の放送分が使われた。6月1日よりアフレコが再開されたことに伴い、6月6日で傑作選SPは終了し、6月13日から通常放送に戻った。本作では、6月放送分以降はキャラクターの服装が夏服（半袖）に変わるが、この影響により7月11日放送分まで冬服（長袖）を着ていた。

### ミニコーナー
しんちゃん冬の思い出コーナー
2006年1月6日 - 2006年1月27日まで
着ぐるみのしんのすけがスキーなどして冬を楽しむコーナーが放送されていた。
着ぐるみのしんのすけがさまざまな場所に行って、さまざまな体験をするコーナー（コーナー名はない）
2006年5月19日 - 2008年5月30日まで
本編の終了後に着ぐるみのしんのすけがさまざまな場所に行って、さまざまな体験をするコーナーが放送されていた（コーナー名はない）。また、回によっては、テレビ朝日系で放送される番組や、同局が制作に関わっている映画とタイアップ、本編で芸能人が出演した回で、芸能人が登場することもある。2006年5月26日放送分では、冬の思い出コーナーを振り替える内容を放送した。
マスターヨダのコーナー
2008年6月6日 - 2013年2月15日まで
不定期で最後に78秒のおまけが放送される。ヤキトリ屋デスペラートのマスターヨダ（2008年6月6日の後半に初登場）と、その回の本編に登場したキャラクター1人（状況によっては複数）が出来事の後日談をしている（主役となる野原家も含む）。2013年2月15日にクレヨンしんちゃん バカうまっ!B級グルメサバイバル!!の宣伝として放送された「タレが命だゾ」を以て終了した。
クレヨンしんちゃん20周年のあゆみ しん散歩
2010年10月15日、2010年10月22日、2010年11月26日に放送。
『ちい散歩』のパロディ。萩野志保子がナレーションを担当。
みさえの料理コーナー
2012年11月9日に放送。
野原ひろしの俺に聞け!
2013年7月5日、2013年7月12日、2013年8月2日に放送。
絵コンテ・演出はムトウユージが担当。

### アイキャッチ
初代、3代目、4代目のBGMは共通。話によっては省略される場合もある。以下のアイキャッチの他、スペシャル版や長編の一部、20周年アニバーサリー期間、30周年の時、映画公開中の時（毎週ではない）、コラボ等では特別仕様のアイキャッチが使用されている（30周年の時は、3つのエピソードのうち1つが特別用になっている）。2015年以降は放送されなくなっていたが、放送枠が移動した2019年10月5日放送分からは新しいアイキャッチで復活した。
- 初代（1992年4月13日 - 1995年10月9日、2020年5月2日）
  - しんのすけが各話終了後に「お」、「おお」、「じゃ」（「お」、「おお」は、3パターン存在していたが、1993年2月15日放送分から1パターンに固定化された）と言う。放送期間中の1993年4月以降にしんのすけの声質が大きく変わったことに伴い、途中で音声が変更されている。絵コンテは本郷みつる、作画は小川博司[22]。
- 2代目（1995年10月16日 - 1997年9月26日）
  - しんのすけが各話終了後に「O」「OH」「Bye2」と言う。このときのBGMは劇中で流れる広告用として使われ、正式に採用された。
  - 第241話（1997年8月8日）放送分では、BGMが異なっているほか、「O」、「OH」の声が逆になっている。
- 3代目（1997年10月17日 - 2004年9月4日、2020年5月2日）
  - しんのすけ、ひまわり、シロが丘に座っていて、1話目終了後はひまわりが手前に向かって仰向けになる。2話目終了後はシロが吠える。3話目終了後はしんのすけが「じゃあ」と言い、「じゃじゃじゃ〜ん」と全員で歌う。2話構成の場合は1話目終了時か2話目終了時のアイキャッチが省略される。
  - 第249話（1997年10月17日）、第250話（1997年10月24日）放送分では、「じゃ」の流れているBGMが途中で切れていない。
  - 2002年5月25日のセル画からデジタル彩色制作へ変更の際は、このアイキャッチもデジタル彩色にマイナーチェンジされた。ただし、一時期混在したセル画制作の話では従来のセル画版で放送された。
- 4代目（2004年11月26日 - 2019年9月29日）
  - 歴代で最も長く使われたアイキャッチであり（2022年現在）、線で書かれたしんのすけの顔が、カラー化して「おっ」と言う。線の状態では「おっ」と何回か言う、アハアハ笑う、ぐるぐる回るなどの数パターンあり、ランダムで使用される。
  - 2013年1月25日放送分は少し落ち着いた色で表現されるものをマイナーチェンジされた。
  - 途中にデータ放送ミニゲームの宣伝が入ることもある。
  - 地上波放送版では、2012年以降はほとんど使用されなくなり、2015年以降は完全に使用されなくなったため、実際の使用期間は上記より短い。
  - テレ朝チャンネルにて2018年7月6日放送分以降が放送される際や、DVD版TV版傑作選 第15期初巻以降は、しんのすけの音声が小林由美子の物に差し替えられて使用されている。
- 5代目（2019年10月5日 - 2020年7月4日）
  - しんのすけが各話終了後に「お」、「おお!」、「じゃ」と言う。全て2種類ある。「お」はしんのすけの顔のシルエット、フラダンスをしながらこっちを向いていうもの、「おお!」はしんのすけが眉毛を動かして言うもの、しんのすけがくるくる回ってきて言うもの、「じゃ」はケツだけ歩きをして言うもの、しんのすけが横からこっちへ向き言うもの。「お」（しんのすけの顔のシルエットの時のみ異なる）、「おお!」、「じゃ」は吹き出しの中に表記。BGMは一新された。しんのすけ役が小林由美子となってから初の新作アイキャッチとなる。
  - 6代目に変更されてからも尺の都合でごく稀にこのアイキャッチが放送される場合がある（2021年12月11日、2022年7月2日、2022年7月9日、2022年7月16日、2023年1月7日、2023年6月17日、2025年3月8日）。
- 6代目（2020年7月11日[X 2] - ）
  - しんのすけが各話終了後に「お」、「おお!」、「じゃ」と言う。「お」はしんのすけがケツだけ星人で文字を書くもの（「お」の「、」は、しんのすけの顔）、「おお」はグニャグニャした線で描かれたしんのすけが元に戻って言うもの、「じゃ」はパラパラ漫画のような映像でしんのすけが振り向いて言うもの。5代目同様、「おお!」「じゃ」は吹き出しの中に表記。
  - 2022年から2023年9月頃までは使用頻度が減っており、3話目終了後の「じゃ」のみの使用が多かったが、3話目終了後の「じゃ」は、のちにTVer配信の告知又はクレヨンしんちゃんぶりぶりCLUBの紹介が追加されたため実質的に廃止され、2024年に入ってからは1話目（「お」）と2話目（「おお!」）のみの使用が多い。

#### 特別仕様のアイキャッチ
- 年末スペシャル（1992年12月28日）放送分では、しんのすけが各話終了後に「うし」、「とら」、「う」、「たつ」、「み」、「うま」、「ひつじ」、「さる」、「とり」と言う。
- スペシャル（1993年4月5日）放送分では、しんのすけが各話終了後に「し」、「わ」、「今日はこれで終わりだゾ」と言う。
- グアム旅行スペシャル（1993年7月12日）放送分では、しんのすけが各話終了後に「ぐ」、「あ」、「む」、「とう」と言う。
- スペシャル（1993年9月27日）放送分では、しんのすけが各話終了後に「も」、「ふ」、「え」、「ど」、「今日はこれで終わりだゾ」と言う。
- 1993年クリスマスSP（1993年12月20日）放送分では、しんのすけが各話終了後に「ク」、「リ」、「ス」、「マ」、「ス」、「クリスマス」、「今日はこれで終わりだゾ」と言う。
- スペシャル（1994年9月26日）放送分では、しんのすけが各話終了後に「おおお」、「おおおお」と言う。
- 年末スペシャル（1994年12月26日）放送分では、しんのすけが各話終了後に「あ」、「か」、「ち」、「ゃ」、「ん」、「あかちゃん」、「よしよし!それじゃあまた来年と言うことで!じゃ」と言う。
- スペシャル（1995年4月10日）放送分では、「原始時代しんちゃんだゾ」が放送されたため、原始時代調の背景で「お」、「おお」と言う。「原始時代しんちゃんだゾ」自体は2話で完結し、その後のスペシャル内では通常の話だったため、「じゃ」はない。なお、このスペシャルでは「原始時代しんちゃんだゾ」終了後に正式なオープニングが流れる特殊フォーマットだった（番組冒頭ではタイトル部分で中断された）。
- スペシャル（1995年9月25日）放送分では、しんのすけが各話終了後に「O」、「OH」、「OOHH」、「OOOOH!OOOHH!OOHHH!OHHHH!」と言う。「OH」は、初代、3代目、4代目のBGMが使用されている。「OH」以外のBGMは、全くBGMが異なっている。
- 第168話（1995年11月27日）放送分では、全パターン共通で、各話終了後に後ろ向きのしんのすけがサッカーボールにぶつかってふらつき「へ」と言う。
- ひまわり出産編スペシャル（1996年9月27日）放送分では、1話目終了後、しんのすけが「GO」と叫ぶ。2話目終了後はひろしと加わり二人で「GO」と叫ぶ。3話目終了後には、みさえと加わって三人全員で「GO」と叫ぶ。その後、三人で「GOAL」と叫んだ後ひまわりが出てくる。BGMは2代目と同じ。
- 年末スペシャル（1996年12月27日）放送分では、しんのすけが各話終了後に「ぼ」、「う」、「ね」、「ん」、「か」、「い」、「ぼうねんかい、今年はこれで終わりだゾ、みんなお疲れ!この後は忘年会でパーと盛り上がるゾー」と言う。BGMは2代目と同じだが、「う」のみ約束See you!がBGMとして使用されている。「ぼうねんかい」では、この日に登場したキャラクターが全員集合している。
- お正月スペシャル（1997年1月3日）放送分では、しんのすけが各話終了後に「お」、「しょ」、「うが」、「つ」と言う。
- ハワイスペシャル（1997年12月26日）放送分では、CGアイキャッチとなっており、しんのすけが各話終了後に「いろはおえ～！」と言う。
- 放送300回スペシャル（1998年12月25日）放送分では、ぶりぶりざえもんが「ロッキー山脈（300）」と言う。
- スペシャル（2009年4月24日）放送分では、ライオンのしんのすけが各話終了後に、「ガルルルルル!ガオー!（くしゃみ）お」、「ガルルルルル!ガオー!（あくび）お」と言う。『メトロ・ゴールドウィン・メイヤー』、『レオ・ザ・ライオン』のパロディ。
- 第1056話（2020年11月7日）放送分では、ケツメイシとしんのすけが「おお!」と言う独自仕様のアイキャッチが使用された（4話目終了時のみ）。
- 第1111話（2021年12月18日）放送分では、ザ・キッド・ラロイ&ジャスティン・ビーバーの「STAY」にあわせてお尻をふるアイキャッチが使用された（1話目、2話目終了時のみ）。
- 第1206話（2023年11月4日）放送分では、本編にゲスト出演した八村塁・しんのすけ・ぶりぶりざえもんが出演する独自仕様のアイキャッチが使用された[X 3]。
- 第1233話（2024年5月18日放送分）では、3話目のみわんだふるぷりきゅあ!の犬飼いろは、犬飼こむぎ、しんのすけ、シロが出演する独自使用のアイキャッチが使用された。また、BGMが初代、3代目、4代目のBGMが使用されており、上記の4人がリズムに乗って歌を歌うアイキャッチとなっている。

### クレヨンしんちゃんクイズ
不定期でCM前後に放送されるクイズコーナー。CM前に問題を出題し、CM明け直後に答え合わせをする。挿入されるタイミングは固定されておらず、番組冒頭かエピソード終了後（この場合はアイキャッチは省略される）に放送されることが多い。クイズの内容は以下の4種類。
- 回っている文字を並び替えると...
- ひまわりは何て言っている?
- 父ちゃんの靴下を探せ
  - ひろしの靴下の柄が表示され、それと一緒のものをいっぱいある靴下の中探すゲーム。
- オラはなんにんいるかな?
  - しんのすけが画面に計何人いるかのクイズ。

### データ放送ミニゲーム
| No. | タイトル                    | 放送期間                                                | 備考                                                                                           |
| --- | --------------------------- | ------------------------------------------------------- | ---------------------------------------------------------------------------------------------- |
| 1   | 東西南北あっち向いてホイ!   | 第814話（2013年10月18日） - 第871話（2015年9月11日）    |                                                                                                |
| 2   | 東西南北HIPでホイ!          | 第872話（2015年10月9日） - 第942話（2017年9月15日）     |                                                                                                |
| 3   | 東西南北サンバDEオーレ!     | 第943話（2017年10月13日） - 第969話（2018年6月29日）    | 歴代ミニゲームの中で最も使用期間が短い。                                                       |
| 4   | スカッとカスカベスカッシュ! | 第970話（2018年7月6日） - SPECIAL 92（2019年9月13日）   | ここまでは正解が全機器共通だったが、「あっちむいてホイ!」で機器によってランダムになった。      |
| 5   | あっちむいてホイ!           | 第1008話（2019年10月15日） - 第1063話（2020年12月26日） | ここからデータ放送とテレビ画面の連携と 前週が放送がなかった場合、ポイント2倍になる要素が廃止。 |
| 6   | Run! Run! マラソン          | 第1064話（2021年1月9日） -                              | 4つの方向で答える方式が廃止。歴代のミニゲームの中で最も使用期間が長い。                        |

## 世界観
原作者である臼井儀人の育ちの地でもある埼玉県春日部市を中心的な舞台とする。実際の埼玉県春日部市に存在する風景をモチーフとして作中の世界が作られている。また、主な物語が展開される実在しない「双葉町」を中心に架空の風景も多数登場する。原作を出版する「双葉社」と原作の連載が行われていた「漫画アクション」に由来する命名も物語の中心的な存在（ふたば幼稚園，双葉商事，アクション仮面，アクションデパートなど）に対して行われている。他に東京都や熱海市や群馬県や千葉県など、劇場版を中心に関東地方のローカル色溢れる各地域が登場することがある（更には冒険の舞台として壮大に描かれる）。熱海市のある静岡県は原作者の出生地でもある。最も中心的な登場人物である野原家の住所は「埼玉県春日部市双葉町９０４」（双葉町以降は架空の住所）である。原作者は、野原家について自身の自宅（春日部市の中心部に所在）を参考にしたと語っており、野原家の最寄り駅は春日部駅（徒歩10分圏内）、買い物は「サトーココノカドー」に行っていることからも、野原家の住所は埼玉県春日部市の中心部北寄りにあることが分かる。野原家の住所からの類推で、双葉町自体も春日部市の中心部北寄りにあることになる。青年漫画として一般向けのテレビ放送には使えない強烈なネタが使われている初期の原作と異なり、アニメ版は表現を緩和して当初よりファミリードラマとして描かれている（それでも下品と評される程である）。時代を経るにつれて様々な定番の下品あるいはお仕置きの表現が廃止され緩和されている。
また、本作の原作及びアニメでは、作中に様々なジャンルのパロディが散りばめられており、実在の人物や商業施設や企業、商品名なども頻繁にパロディ化されている。有名なものとして総合スーパー「イトーヨーカドー」のパロディである「サトーココノカドー」がある。過去には、店のモデルとなったイトーヨーカドー春日部店とコラボレーションを行ったこともある。野原家が所有した歴代自動車のうち1台（劇場版でも活躍した緑色のセダン車）の車名は「乙産（オッサン）・アンジェリーナ」（カーナンバーは「春我部58 ん5309（こすりまくる）」）である。いずれもネーミングセンスがお笑い要素を含みながらも各々のジャンルを強く連想させるものとなっているが、「エンヤコーラ」などという単に別の言葉に引っ掛けただけの命名もある。
本作の脚本家である川辺美奈子は、世界観を壊さずに時代に合ったものを書ける稀な作品であると指摘する。野原しんのすけは常に「今から5年前に生まれた」という設定であり、今のものを取り入れても世界観が壊れないところが本作の特徴であると語っている。
シンエイ動画のプロデューサーである近藤慶一もスマホや薄型テレビなどを、時代の流れとともに取り入れ、特定の時代だけを描き続けるのではなく、基本的にはずっと現代を舞台に時代に合わせて作っている部分を『クレヨンしんちゃん』のいいところとして挙げている。但し、描かれる家庭のモデルについては平成初期から変化が少なく、作品が始まったバブル崩壊直後の1992年では野原家は平凡な家庭に過ぎなかったが、不景気に突入した21世紀以降の日本では中流層が没落して夫婦共働きでも苦しい生活を余儀なくされる家庭が多数派になりつつある中で、野原家は平均より高い年収（35歳の父・ひろしが霞が関にある商社の係長を務め年収約600万円），母・みさえは専業主婦，新築戸建ての持ち家（バブル期の直前から初期の時代に購入した建売住宅，構造：木造二階建，推定床面積：89.43㎡，間取り：4DK），自動車，4人家族の全てが揃っているという点で比較的高い生活水準となっており、野原家のような全てが一定水準以上で揃ったモデルをどこにでもあるような平凡な家庭として描いている点は現実社会とのズレが大きいといえる。

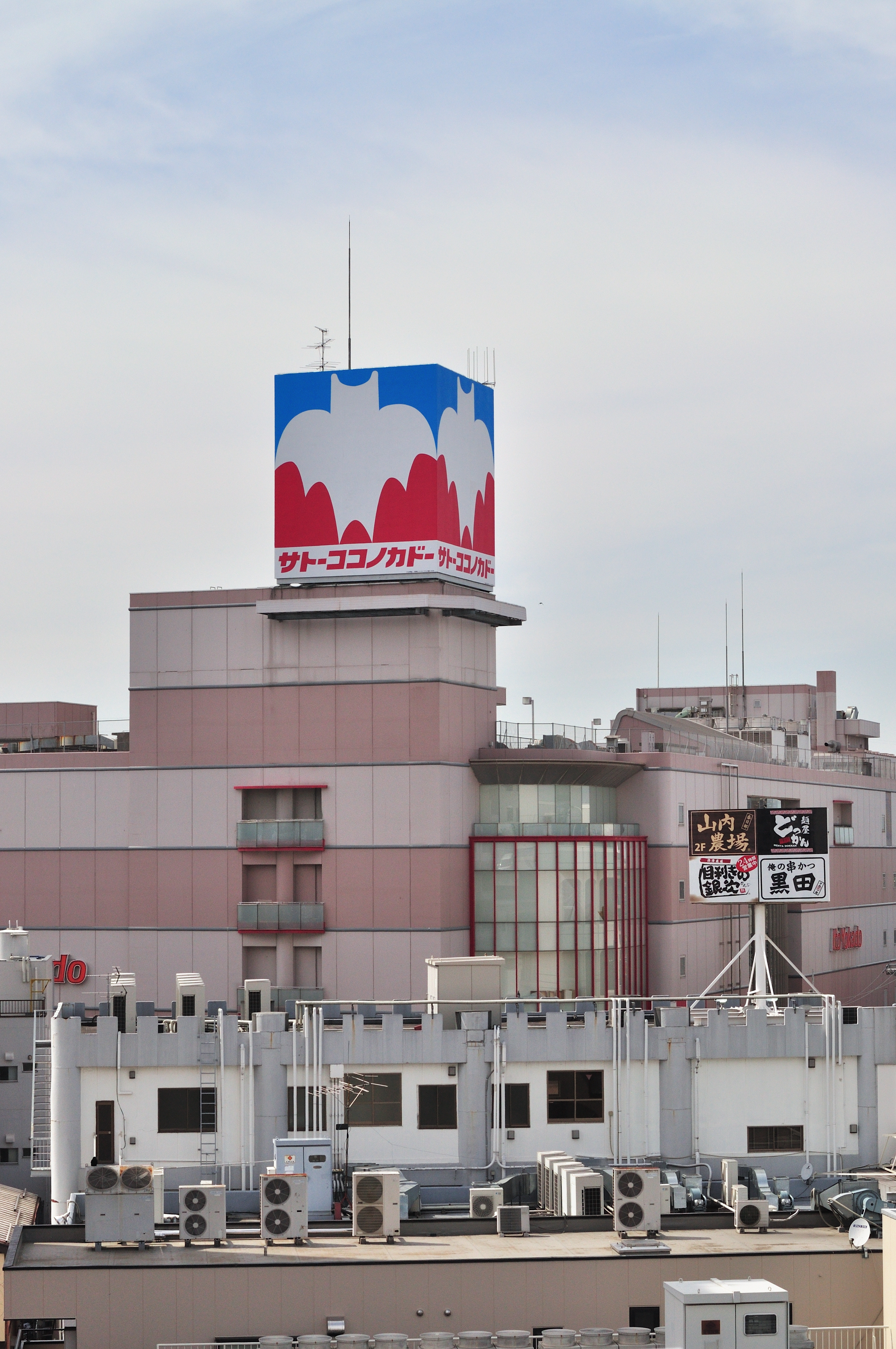
コラボレーションにより看板が「サトーココノカドー」となったイトーヨーカドー春日部店

## シナリオ
原則的に1話完結型だが、まれに2話以上にわたって展開する話もあり、アパート編、むさえ居候編など長期に渡って展開する話もある。
第1回放送分からシナリオを監修してきたシンエイ動画の金井浩や、長年番組に携わってきたアニメ監督のムトウユージは、コントのような面白さがあるとインタビューの中で話している。
本作には数人のシナリオライターがレギュラーとして参加しており、彼らが考えてきたストーリーをもとにプロットが作られる。
金井は、ワンパターンにならないように意識しているとテレ朝POSTとのインタビューの中で話しており、過去放送分と似た話にならないようにするため、登場人物の構成を変えるなどの工夫を施しているとも話しつつも、「ライターが8人いる分、彼らから提出された8本のシナリオを検証するところ一番大変だ」とも話している。一方で、シナリオの執筆の補助として、過去のシナリオや原作を参照することもあるとしている。
金井による検証が行われた後、監督やプロデューサーを加えたシナリオ会議が行われ、それをもとにライターによる修正が行われる。これを2、3回繰り返した後、金井による最終チェックが入り、決定稿が出来上がる。
また、シナリオにボケやギャグが足りない場合は金井が書き加えるケースもあり、例えば2020年3月14日に放送された「懲りずにダイエットだゾ」という回では、しんのすけが「親孝行」を「親中学校」と言い間違え、みさえがそれを指摘するというギャグが取り入れられている。
シナリオより後の段階でアイデアが取り入れられたケースもあり、例えば、セールスレディの売間 久里代（うりま くりよ）がふたば幼稚園を訪れる「幼稚園にきた地獄のセールスレディだゾ」（2019年6月28日放送）という回の場合、シナリオでは終盤にしんのすけが売り物のドローンのリモコンを持って売間から逃げていた。一方、絵コンテではしんのすけが自分をドローンに引っ掛けて飛び回る様子が描かれており、絵コンテを見た金井によって採用に至った。
他の長寿アニメ番組にはない特徴として、常に時代の変化に合わせていることが挙げられる。例えば現代では、放送開始当時の1992年には存在していなかったスマホを登場人物が操作していたり、SNS（ただしサイト名は架空）を使用する描写がある。現在は存在しないポケベルも、放送開始当時はその描写があった。
本作は下ネタで知られているが、長年番組に携わってきたムトウユージは面白ければ何でもよいというわけではなく、かわいげのあるように演出するようにしているとテレ朝POSTとのインタビューの中で語っている。
例えば、2020年1月11日放送「おパンツストーリーだゾ」では「モノを大切にする」というテーマで、しんのすけが古くなったお気に入りのパンツを捨てようとするみさえから逃れるために、そのパンツを履いたまま外に出るという内容となっている。また、同回ではしんのすけの局部をマサオの手で隠すというコンプライアンスを逆手に取ったギャグが取り入れられた一方、オナラでパンツが破れてしまったしんのすけをマサオと風間君が家まで送り返すといった場面も取り入れられた。
本作で放送される物語の中には、メインストーリーとは異なる特別編も存在する。
たとえば2021年3月6日より4週にわたって放送された「おバカはじめて物語」では、原始時代を舞台とした野原一家が描かれており、これまでの特別編との違いを出すため、登場人物の台詞に頼らないという方針が取られた。また、野性味を出したデザインや色設計に加え、美術担当者のアイデアで背景も切り絵風のものが使われた。
本作の世界観は壊れない一方で、時代の変化はシナリオにも影響を与えている。第一に、野原家のイメージが変化したことである。当初は少し貧乏な家庭という感じだった野原家が、時代の変化に伴い、結構恵まれた家庭のイメージになったことで、脚本の書きにくさを感じることもあると川辺は語る。第二に、下ネタに制限がかかるようになったことである。「ぞうさん」が禁止されたため、唯一残された「おケツ」を使った下ネタは死守したいと川辺は語っている。そのため、再放送のシナリオで「ぞうさん」が見えるシーンなどは、カットされている。また、下ネタ以外でも時間の都合上一部カットされる場合もある。この他、みさえやひろし、つる、ふさえやまさえなどの行う「げんこつ」や頭へのグリグリ攻撃、おしりペンペンなども暴力的とされるためか描写が1990年代~2000年代に比べると今現在は、減少しているが再放送も含めげんこつやグリグリが頻繁ではないが時々ある。また、おしりペンペンは、今現在行っていない。昔はよしなが先生やひろしなどもげんこつやグリグリなどをしていたが、今ではみさえやつる、ふさえ以外のキャラクターがしているところは滅多に見ない。
本作のシナリオ会議はオンラインで行われており、脚本の番が回ってくると10分ほど打ち合わせを行う。オンラインになる以前は、監督、プロデューサー（テレビ朝日・ADK含む）、作家全員が集まり、歌舞伎町の喫茶店の会議室で行われていた。

## 野原しんのすけ役の交代
2018年6月1日、テレビ朝日は1992年4月13日の番組放送開始から、26年3か月に渡り主人公・野原しんのすけ役を演じてきた矢島晶子が同年6月29日の放送を以て降板することを発表した。本人から降板の申し出があり、番組の制作スタッフと協議を重ねたうえで決定。理由も含め矢島は次の通りコメントを寄せた。
同年6月14日、後任（2代目）が小林由美子に決定したことを発表した。小林は次の通りコメントを寄せた。
小林は同年7月6日放送分より出演した。2024年には小林と矢島が対面して挨拶を交わしたことが小林のオフィシャルブログで明かされており、その際矢島から「しんのすけをたのんだゾ〜！」というメッセージを貰ったと明かしている。

## 声の出演
前任の声優が降板（又は代役）してから、後任の声優で出演するまでの期間を声なしでの出演は、「 - 」、出演なしは、「 ✕ 」と表記する。2020年以降に出演しているキャラのみ記す（映画を含む）。

### 野原家
| 出演期間              | 野原しんのすけ 〈しんちゃん〉 | 野原みさえ   | 野原ひろし | 野原ひまわり | シロ           |
| --------------------- | ----------------------------- | ------------ | ---------- | ------------ | -------------- |
| 1992.4.13 - 1992.5.18 | 矢島晶子                      | ならはしみき | 藤原啓治   |              |                |
| 1992.5.25 - 1996.9.13 | 矢島晶子                      | ならはしみき | 藤原啓治   | 真柴摩利     |                |
| 1996.9.27 - 2016.8.12 | 矢島晶子                      | ならはしみき | 藤原啓治   | 真柴摩利     | こおろぎさとみ |
| 2016.8.19             | 矢島晶子                      | ならはしみき | ✕          | 真柴摩利     | こおろぎさとみ |
| 2016.8.26 - 2018.6.29 | 矢島晶子                      | ならはしみき | 森川智之   | 真柴摩利     | こおろぎさとみ |
| 2018.7.6 -            | 小林由美子                    | ならはしみき | 森川智之   | 真柴摩利     | こおろぎさとみ |

### かすかべ防衛隊
| 出演期間    | 風間トオル | 桜田ネネ | 佐藤マサオ | ボーちゃん |
| ----------- | ---------- | -------- | ---------- | ---------- |
| 1992.4.13 - | 真柴摩利   | 林玉緒   | 一龍斎貞友 | 佐藤智恵   |

### 幼稚園関係
| 出演期間                | 酢乙女あい | 河村やすお 〈チーター〉 | 高倉文太 〈園長先生〉 | 高倉志摩 〈副園長先生〉 |
| ----------------------- | ---------- | ----------------------- | --------------------- | ----------------------- |
| 1992.4.13               |            |                         |                       |                         |
| 1992.4.20               | 滝沢ロコ   |                         |                       |                         |
| 1992.5.4 - 1992.9.14    | 滝沢ロコ   | 納谷六朗                |                       |                         |
| 1992.9.21 - 1999.11.5   | 滝沢ロコ   | 納谷六朗                | 大塚智子              |                         |
| 1999.11.12 - 2014.10.17 | 滝沢ロコ   | 納谷六朗                | 大塚智子              | 川澄綾子                |
| 2014.10.24 - 2015.9.11  | 滝沢ロコ   | -                       | 大塚智子              | 川澄綾子                |
| 2015.9.18 -             | 滝沢ロコ   | 森田順平                | 大塚智子              | 川澄綾子                |

| 出演期間                | 吉永みどり 〈石坂みどり〉 | まつざか 梅 | 上尾 ますみ | 熱繰 椎造 | 石坂純一 〈みどりの夫〉 |
| ----------------------- | ------------------------- | ----------- | ----------- | --------- | ----------------------- |
| 1992.4.13 - 1992.8.10   | 高田由美                  | 富沢美智恵  |             |           |                         |
| 1992.8.24 - 1998.7.3    | 高田由美                  | 富沢美智恵  | 坂東尚樹    |           |                         |
| 1998.7.10 - 2005.8.19   | 高田由美                  | 富沢美智恵  | 坂東尚樹    | 三石琴乃  |                         |
| 2005.8.26 - 2006.2.3    | 高田由美                  | 富沢美智恵  | 坂東尚樹    | 三石琴乃  | 田中一成                |
| 2006.2.10 - 2009.10.23  | 高田由美                  | 富沢美智恵  | 坂東尚樹    | 三石琴乃  | -                       |
| 2009.10.30 - 2009.11.6  | ✕                         | 富沢美智恵  | 坂東尚樹    | 三石琴乃  | -                       |
| 2009.11.13 - 2023.12.16 | 七緒はるひ                | 富沢美智恵  | 坂東尚樹    | 三石琴乃  | -                       |
| 2023.12.23 -            | 七緒はるひ                | 富沢美智恵  | 坂東尚樹    | 三石琴乃  | 檜山修之                |

### 園児の保護者
| 出演期間               | 風間みね子 〈風間ママ〉 | 桜田もえ子 〈ネネママ〉 | ネネパパ   | マサオママ | 黒磯 〈あいのSP〉 |
| ---------------------- | ----------------------- | ----------------------- | ---------- | ---------- | ----------------- |
| 1992.4.13 - 1992.4.20  |                         |                         |            |            |                   |
| 1992.4.27 - 1992.6.29  | 斉藤庄子                |                         |            |            |                   |
| 1992.7.6 - 1992.9.14   | 斉藤庄子                | 大塚智子                |            |            |                   |
| 1992.9.21 - 1993.3.22  | 斉藤庄子                | 大塚智子                | 玉川砂記子 |            |                   |
| 1993.3.29 - 1994.4.11  | 斉藤庄子                | 大塚智子                | 玉川砂記子 | 大滝進矢   |                   |
| 1994.4.18 - 1994.5.16  | ✕                       | 大塚智子                | 玉川砂記子 | 大滝進矢   |                   |
| 1994.5.23 - 1999.11.5  | 萩森侚子                | 大塚智子                | 玉川砂記子 | 大滝進矢   |                   |
| 1999.11.12 - 2022.7.23 | 萩森侚子                | 大塚智子                | 玉川砂記子 | 大滝進矢   | 立木文彦          |
| 2022.7.30 - 2023.3.25  | 萩森侚子                | 大塚智子                | 玉川砂記子 | ✕          | 立木文彦          |
| 2023.4.1 -             | 萩森侚子                | 大塚智子                | 玉川砂記子 | 乃村健次   | 立木文彦          |

### ご近所さん

#### ご近所・みさえの古い友人
| 出演期間                | 北本 〈隣のおばさん〉 | ロベルト マクガイヤー | 本田ケイ子 〈おケイ〉 | 鳩ヶ谷 ヨシりん | 鳩ヶ谷 ミッチー | 酒井 しのぶ |
| ----------------------- | --------------------- | --------------------- | --------------------- | --------------- | --------------- | ----------- |
| 1992.4.13 - 1992.6.15   |                       |                       |                       |                 |                 |             |
| 1992.6.22               | 伊藤美紀              |                       |                       |                 |                 |             |
| 1992.6.29 - 1992.10.19  | ✕                     |                       |                       |                 |                 |             |
| 1992.10.26 - 1992.11.16 | 西原久美子            |                       |                       |                 |                 |             |
| 1992.11.23 - 1994.3.14  | 西原久美子            | 高山みなみ            |                       |                 |                 |             |
| 1994.3.21 - 1997.8.8    | 西原久美子            | 高山みなみ            | 鈴木れい子            |                 |                 |             |
| 1997.8.15 - 1998.9.25   | 西原久美子            | 高山みなみ            | 鈴木れい子            | 阪口大助        | 草地章江        |             |
| 1998.10.2 - 2004.4.3    | 西原久美子            | 高山みなみ            | 鈴木れい子            | 阪口大助        | 草地章江        | 堀之紀      |
| 2004.5.1 - 2004.6.5     | 西原久美子            | 高山みなみ            | 鈴木れい子            | 阪口大助        | ✕               | 堀之紀      |
| 2004.6.12 -             | 西原久美子            | 高山みなみ            | 鈴木れい子            | 阪口大助        | 大本眞基子      | 堀之紀      |

#### 埼玉紅さそり隊・オカマ
| 出演期間               | ふかづめ竜子 〈桶川竜子〉 | 魚の目お銀 | ふきでもの マリー | ローラーの コーちゃん | スーザン小雪 〈玄武岩男〉 |
| ---------------------- | ------------------------- | ---------- | ----------------- | --------------------- | ------------------------- |
| 1992.4.13 - 1993.8.30  |                           |            |                   |                       |                           |
| 1993.9.6               | 伊倉一恵                  | 中沢みどり | むたあきこ        |                       |                           |
| 1993.9.13 - 1994.1.24  | 伊倉一恵                  | ✕          | むたあきこ        |                       |                           |
| 1994.1.31 - 1996.2.5   | 伊倉一恵                  | 星野千寿子 | むたあきこ        |                       |                           |
| 1996.2.12 - 2014.2.14  | 伊倉一恵                  | 星野千寿子 | むたあきこ        | 菅原正志              |                           |
| 2014.2.28 - 2014.10.24 | ✕                         | 星野千寿子 | むたあきこ        | 菅原正志              |                           |
| 2014.10.31             | 高乃麗（代役）            | 星野千寿子 | むたあきこ        | 菅原正志              |                           |
| 2014.11.21 - 2015.5.29 | ✕                         | 星野千寿子 | むたあきこ        | 菅原正志              |                           |
| 2015.6.5 - 2022.12.3   | 伊倉一恵                  | 星野千寿子 | むたあきこ        | 菅原正志              |                           |
| 2022.12.10 -           | 伊倉一恵                  | 星野千寿子 | むたあきこ        | 菅原正志              | 杉田智和                  |

#### ななこ関係
| 出演期間               | 大原 ななこ | 大原四十郎 〈ななこの父〉 | 神田鳥忍 〈ななこの親友〉 | 鈴木けんすけ 〈四十郎の編集者〉 |
| ---------------------- | ----------- | ------------------------- | ------------------------- | ------------------------------- |
| 1992.4.13 - 1996.1.22  |             |                           |                           |                                 |
| 1996.1.29 - 1996.6.14  | 紗ゆり      |                           |                           |                                 |
| 1996.6.21 - 1997.6.27  | 紗ゆり      | 大塚みずえ                |                           |                                 |
| 1997.7.4               | 紗ゆり      | 大塚みずえ                | 塚田正昭                  |                                 |
| 1997.7.11 - 1998.5.8   | 紗ゆり      | 大塚みずえ                | ✕                         |                                 |
| 1998.5.15 - 2006.1.20  | 紗ゆり      | 大塚みずえ                | 麦人                      |                                 |
| 2006.1.27              | 紗ゆり      | 大塚みずえ                | 麦人                      | 成田剣                          |
| 2006.2.3 - 2008.8.22   | 紗ゆり      | 大塚みずえ                | 麦人                      | ✕                               |
| 2008.8.29              | 紗ゆり      | 大塚みずえ                | 麦人                      | 東龍一 （代役）                 |
| 2008.8.29 - 2012.3.30  | 紗ゆり      | 大塚みずえ                | 麦人                      | ✕                               |
| 2012.4.27 - 2012.11.30 | ✕           | 大塚みずえ                | 麦人                      | ✕                               |
| 2012.12.7 - 2013.5.17  | 伊藤静      | 大塚みずえ                | 麦人                      | ✕                               |
| 2013.5.23 -            | 伊藤静      | 大塚みずえ                | 麦人                      | 成田剣                          |

#### またずれ荘
| 出演期間                | 大家 主代 | 四郎              | 屈底 厚子 | 屈底 アツミ |
| ----------------------- | --------- | ----------------- | --------- | ----------- |
| 1992.4.13 - 2001.5.25   |           |                   |           |             |
| 2001.6.1・2001.6.8      | 佳川紘子  | 桜井敏治          |           |             |
| 2001.6.29 - 2002.5.18   | 佳川紘子  | 桜井敏治          | 石川寛美  | 杉本沙織    |
| 2002.5.25 - 2016.11.25  | -         | 桜井敏治          | 石川寛美  | 杉本沙織    |
| 2016.12.2 - 2021.8.14   | 真山亜子  | 桜井敏治          | 石川寛美  | 杉本沙織    |
| 2021.8.21 - 2022.10.1   | 真山亜子  | 桜井敏治          | 石川寛美  | ✕           |
| 2022.10.8 - 2022.10.22  | 真山亜子  | ✕                 | 石川寛美  | ✕           |
| 2022.10.29 - 2022.12.17 | 真山亜子  | 岡野友佑 （代役） | 石川寛美  | ✕           |
| 2022.12.24 - 2023.10.21 | 真山亜子  | ✕                 | 石川寛美  | ✕           |
| 2023.10.28 -            | 真山亜子  | 桜井敏治          | 石川寛美  | ✕           |

### みさえの親族
| 出演期間               | 小山まさえ 〈みさえの姉〉 | 小山むさえ 〈みさえの妹〉 | 小山ひさえ 〈みさえの母〉 | 小山よし治 〈みさえの父〉 |
| ---------------------- | ------------------------- | ------------------------- | ------------------------- | ------------------------- |
| 1992.4.13 - 1995.1.13  |                           |                           |                           |                           |
| 1995.1.23 - 1996.11.15 | 宮寺智子                  |                           |                           |                           |
| 1996.11.22 - 2003.4.26 | 宮寺智子                  | 上村典子                  | 坂口賢一                  |                           |
| 2003.5.3 - 2006.3.10   | 宮寺智子                  | 上村典子                  | ✕                         |                           |
| 2006.3.17 - 2007.8.31  | 宮寺智子                  | 上村典子                  | ✕                         | 根谷美智子                |
| 2007.9.14 -            | 宮寺智子                  | 上村典子                  | 池田知聡                  | 根谷美智子                |

### ひろしの親族
| 出演期間              | 野原銀の介 〈ひろしの父〉 | 野原つる 〈ひろしの母〉 | 野原せまし 〈ひろしの兄〉 | 野原育菜 〈せましの妻〉 | 野原樹 〈育菜の連れ子〉 | 野原菜摘 〈育菜の連れ子〉 |
| --------------------- | ------------------------- | ----------------------- | ------------------------- | ----------------------- | ----------------------- | ------------------------- |
| 1992.4.13 - 1992.8.24 |                           |                         |                           |                         |                         |                           |
| 1992.8.31 - 2001.3.2  | 松尾銀三                  | 北川智繪                |                           |                         |                         |                           |
| 2001.3.9 - 2002.2.22  | ✕                         | 北川智繪                |                           |                         |                         |                           |
| 2002.3.1 - 2010.10.15 | チョー                    | 北川智繪                |                           |                         |                         |                           |
| 2010.10.22 - 2013.7.5 | チョー                    | ✕                       |                           |                         |                         |                           |
| 2013.7.12 - 2022.7.30 | チョー                    | 梅田貴公美              |                           |                         |                         |                           |
| 2022.8.6 - 2023.12.23 | チョー                    | 梅田貴公美              | 細谷佳正                  |                         |                         |                           |
| 2024.1.6 - 2024.1.27  | チョー                    | 梅田貴公美              | 細谷佳正                  | 福圓美里                |                         |                           |
| 2024.2.3 -            | チョー                    | 梅田貴公美              | 細谷佳正                  | 福圓美里                | 生田輝                  | 今泉りおな                |

### 双葉商事
| 出演期間               | 川口       | 草加ユミ | 部長     |
| ---------------------- | ---------- | -------- | -------- |
| 1992.4.13 - 1993.3.29  |            |          |          |
| 1993.3.29 - 1993.11.8  | 郷里大輔   |          |          |
| 1993.11.15 - 1996.8.9  | 郷里大輔   | 中村大樹 |          |
| 1996.8.23 - 2009.7.17  | 郷里大輔   | 中村大樹 | 三浦雅子 |
| 2009.7.24 - 2015.6.5   | -          | 中村大樹 | 三浦雅子 |
| 2015.6.12 - 2023.12.23 | 大友龍三郎 | 中村大樹 | 三浦雅子 |
| 2024.1.6 - 2024.10.12  | 大友龍三郎 | ✕        | 三浦雅子 |
| 2024.10.19 -           | 大友龍三郎 | 増元拓也 | 三浦雅子 |

### 春日部の商業関係者
| 出演期間              | 店長 〈かすかべ書店〉 | 中村 〈かすかべ書店〉 | 売間 久里代  |
| --------------------- | --------------------- | --------------------- | ------------ |
| 1992.4.13 - 1992.6.8  |                       |                       |              |
| 1992.6.15 - 1993.4.26 | 京田尚子              | 稀代桜子              |              |
| 1993.5.3 -            | 京田尚子              | 稀代桜子              | 津野田なるみ |

### アニメ、特撮、テレビ
| 出演期間              | アクション仮面 | 桜 ミミ子  | カンタム・ロボ | もえP 〈もえぴー〉 | 葉月       | 団羅座也 〈ニュースキャスター〉 |
| --------------------- | -------------- | ---------- | -------------- | ------------------ | ---------- | ------------------------------- |
| 1992.4.13 - 1992.4.20 | 玄田哲章       | 小桜エツコ |                |                    |            |                                 |
| 1992.4.27             | 玄田哲章       | 小桜エツコ | 巻島直樹       |                    |            |                                 |
| 1992.5.4 - 1992.5.25  | 玄田哲章       | 小桜エツコ | ✕              |                    |            |                                 |
| 1992.6.8              | 玄田哲章       | 小桜エツコ | 坂東尚樹       |                    |            |                                 |
| 1992.6.15 - 1992.8.31 | 玄田哲章       | 小桜エツコ | ✕              |                    |            |                                 |
| 1992.9.7 - 1993.9.20  | 玄田哲章       | 小桜エツコ | 茶風林         |                    |            |                                 |
| 1993.9.27 - 2003.2.8  | 玄田哲章       | 小桜エツコ | 茶風林         | 大滝進矢           |            |                                 |
| 2003.2.15 -           | 玄田哲章       | 小桜エツコ | 茶風林         | 大滝進矢           | 野川さくら | 倖月美和                        |

### その他
| 出演期間               | ぶりぶりざえもん | なぐられ ウサギ | 須毛駒 志郎 | 竿野 志成 | べかすかこ 〈ハルちゃん〉 |
| ---------------------- | ---------------- | --------------- | ----------- | --------- | ------------------------- |
| 1992.4.13 - 1994.9.19  |                  |                 |             |           |                           |
| 1994.9.26 - 1996.10.25 | 塩沢兼人         |                 |             |           |                           |
| 1996.11.12 - 2000.5.19 | 塩沢兼人         | 森川智之        |             |           |                           |
| 2000.5.26 - 2003.5.31  | -                | 森川智之        |             |           |                           |
| 2003.6.7 - 2004.9.4    | -                | 森川智之        | 矢島晶子    |           |                           |
| 2004.10.16             | -                | 森川智之        | 矢島晶子    | 戸谷公次  |                           |
| 2004.10.22 - 2016.5.6  | -                | 森川智之        | 矢島晶子    | ✕         |                           |
| 2016.5.13 - 2023.8.12  | 神谷浩史         | 森川智之        | 矢島晶子    | ✕         |                           |
| 2023.8.19 - 2024.9.28  | 神谷浩史         | 森川智之        | 矢島晶子    | 谷昌樹    |                           |
| 2024.10.5 -            | 神谷浩史         | 森川智之        | 矢島晶子    | 谷昌樹    | 竹達彩奈                  |

## スタッフ
放送開始時の1992年から現在も務めているスタッフは、音楽の荒川敏行、音響監督の大熊昭、美術設定の川井憲、動画検査（旧：動画チェック）の小原健二、脚本の中弘子（2015年に一時降板したが、翌年復帰）、作画監督の原勝徳、高倉佳彦、林静香、樋口善法（2015年から2022年までは原画のみ）、木村陽子（初期は原画）、間々田益男（初期は原画）、入江康智（初期は原画）、音響効果の松田昭彦、文芸（脚本進行）の金井浩（初期は脚本も担当）である。キャラクターデザイン（旧：作画監督）の小川博司は2013年に死去しているが、基本設定が現在も使用されていることもあり、クレジットが継続されている。
| 原作                       | 臼井儀人（らくだ社） |
| チーフプロデューサー       | テレビ朝日 - 太田賢司 → （不在） → 太田賢司 → 杉山登 → 赤津一彦 → 松久智治 → 川北桃子 → 小野仁 → 白倉由紀子 ADKエモーションズ - 堀内孝・高閑者清光 → 堀内孝 → 生田英隆 → 松下洋子 → 高木智悌 → 野田孝寛 → 鶴崎りか シンエイ動画 - 茂木仁史 → （不在） → 加藤良雄 → 和田泰 → 吉田有希 → 和田泰 → 馬渕吉喜 → 山崎智史 → 高橋麗奈                                                         |
| キャラクターデザイン       | 小川博司 → （不在） → 小川博司 |
| 色彩設計                   | 野中幸子 → 今泉ひろみ → 山﨑大輔 → 今泉ひろみ |
| 美術設定                   | 川井憲 |
| 美術監督                   | 星野直美 → 金純愛 |
| 音響監督                   | 大熊昭 → 大熊昭・浦上靖之 → 大熊昭 |
| 音楽                       | 荒川敏行 |
| 撮影監督                   | 高橋秀子 → 梅田俊之 |
| 編集                       | 岡安肇 → 岡安肇・三宅圭貴 → 村井秀明・三宅圭貴 |
| 連載                       | 双葉社 週刊漫画アクション → 月刊まんがタウン → まんがクレヨンしんちゃん.com |
| プロデューサー             | テレビ朝日 - 岩本太郎・福吉健 → 西口なおみ → 梶淳 → 今川朋美 → 本井健吾 → 松久智治 → 中世古裕美 → 佐野敬信 ADKエモーションズ - すぎやまあつお → 鶴崎りか → 嶋根惇 → 秋山倫子 → 北條暁子 シンエイ動画 - 山川順市・和田泰 → 和田泰 → 吉田有希 → 山崎智史 → （不在） → 馬渕吉喜 → 國安真一                                                                                                |
| 監督                       | 本郷みつる→ 原恵一 → ムトウユージ |
| 美術補佐                   | 下山和人 → 浜名お孝 → 清水純子 → 鈴木聡 → （不在） → 金純愛 →（不在） |
| 音響制作・録音             | オーディオ・プランニング・ユー → AUDIO PLANNING U |
| 音響監督助手               | 相磯大貴 |
| 音響制作デスク             | 山口さやか → （不在） → 土屋枝穂 → 土屋枝穂・佐藤初奈 |
| 録音                       | APUスタジオ → APU MEGURO STUDIO → AUDIO PLANNING U |
| ミキサー                   | 柴田信弘 → 田中章喜、大城久典、山本寿 → 内山敬章 → 山本寿 → 大城久典 → 内山敬章 → 田口信孝 |
| アシスタントミキサー       | 山本寿 → （不在） → 小沼則義 → 村越直 → （不在） → 山岸克章 → 久保田和華 |
| 効果                       | 松田昭彦（フィズサウンド・クリエイション） |
| 音楽協力                   | テレビ朝日ミュージック |
| オフライン編集             | 小島俊彦、三宅圭貴、中葉由美子、村井秀明、川崎晃洋 → 岡安プロモーション |
| タイトル                   | 道川昭 → タイプアンドたいぽ |
| ビデオ編集                 | 東京現像所 → TOHOスタジオ - 野崎千夏 → 金高明宏 → 金高明宏・大城奈奈 → 金高明宏・藤村政樹→ 金高明宏・菊池亮 → 金高明宏・藤田拓弥 → 金高明宏・藤村政樹 → 藤田拓弥・金高明宏 → 藤田拓弥・菊池亮 |
| 編成                       | テレビ朝日 - 神田エミイ亜希子 → 平泉季里子 → 石田菜穂子 → 水出和樹 → 池田邦晃 → 宇喜多宏美 → 芝高啓介 → 石田菜穂子 → 御手洗綾子 → 芝高啓介 → 御手洗綾子 → 津戸悠希 → 後藤達哉 |
| コンテンツビジネス         | テレビ朝日 - 柳井寛史 → 御手洗綾子 → （不在） |
| 宣伝                       | テレビ朝日 - 森田兆基 → 三輪祐見子 → 丹羽敦子 → 奥村彰浩 → 吉田香絵 → 鈴木かおり → 粟井淳 → 松本実希子 → 保坂正紀 → 豊島晶子 → 曲尾有香 → 飯田爽 → 加藤二奈 → 千葉晶子 → 塚崎旬子 → 大川希 → 小枝加奈 → 尾木実愛 → 平田新子 → 尾木実愛 → 村上理絵 → 増田晶子 |
| アニメ公式YouTube          | 中島光司（テレビ朝日）→ 小川慎之介（テレビ朝日） |
| 車両協力                   | 小松通商株式会社・有限会社テイク |
| データ放送                 | テレビ朝日メディアプレックス |
| アシスタントプロデューサー | テレビ朝日 - 西口なおみ→ 湊亜弥子 → 吉川大祐 → （不在） → 菅野あゆみ → 中世古裕美 → 菅野あゆみ → 遠藤一樹 →平畑涼珠子 → 森悠紀・田中雄也 → 菅野あゆみ → 建部由紀 → 建部由紀・御手洗綾子 ADKエモーションズ - 佐々木沙織→ （不在） → 佐々木沙織 → 嶋根惇 → （不在） シンエイ動画 - おおさわまさたか → （不在） → 馬渕吉喜 → （不在） → 國安真一 → 加賀山悠 → 加賀山悠・原口航詩→原口航詩 |
| ラインプロデューサー       | 加賀山悠 |
| 副監督                     | 平井峰太郎 |
| 文芸                       | 金井浩 |
| 制作デスク                 | 山川順市・和田泰 → 魁生聡 → 木野雄 → 馬渕吉喜 → 馬渕吉喜・湊亜弥子 → 馬渕吉喜 → （不在） → 山﨑智史 → 國安真一 → 加賀山悠 → 佐藤創太 → 伊谷聡太 |
| 制作                       | テレビ朝日 ADKエモーションズ シンエイ動画 |

### 各話スタッフ（現在）
再放送の話でクレジットされているスタッフを除く。
| 脚本             | 中弘子、阪口和久、川辺美奈子、清水東、黒住光、ひるまちかこ、晨原大輔、モラル、ムトウユージ、うえのきみこ                                                                                             |
| 絵コンテ・演出   | ムトウユージ、平井峰太郎、横山広行、しばたあきひさ、三浦陽、佐々木忍、末田宜史、三上喜子、ワタナベシンイチ、イムガヒ、パクキョンスン、大槻一恵、鹿島典夫、本間みなみ、西平淑郎、西見祥示郎、橋本昌和 |
| 演出助手         | 藤城優也 |
| 作画監督         | 木村陽子、間々田益男、橋本とよ子、林静香、高倉佳彦、門脇孝一、大森孝敏、原勝徳、針金屋英郎、尾鷲英俊、入江康智、樋口善法                                                                             |
| 動画検査         | 小原健二（1992年11月9日 - ）、秋吉育子、逆井淳美、三上喜子、柚木美那、木村光貴、京都アニメーション                                                                                                   |
| 色指定           | 関野響子、渡邊絵梨、桺澤千佳、田場涼、宮川晴奈、山﨑大輔、中村真衣、木幡美雪、京都アニメーション |
| 背景             | アトリエローク07、スタジオ・ユニ、ヤマダアンコールアニメーション |
| コンポジット撮影 | アニメフィルム（2002年 - ） |

### 各話スタッフ（過去）
| 脚本                               | 翁妙子、もとひら了、本郷みつる、原恵一、湯浅政明、水島努、荻田寛子、田村安彦、吉岡たかを、しぎのあきら ほか |
| 絵コンテ・演出（どちらか片方含む） | 本郷みつる、原恵一、水島努、湯浅政明、堤規至、市野文隆、貞光紳也、川崎逸朗、寺川英和、小川博司、善聡一郎、青山ヒロシ、吉原正行、ささきひろゆき、米谷良知、髙橋渉、佐藤いよ、しぎのあきら(旧・義野利幸)、池端たかし ほか |
| 演出助手                           | 今村洋輝 |
| 作画監督                           | 小川博司、湯浅政明、松山正彦、堤規至、松下佳弘、若松孝思、荒川真嗣、大塚正実、末吉裕一郎、小村方宏治、吉原正行、松本朋之 ほか |
| 撮影（フィルム）                   | 旭プロダクション（1992年 - 2001年） → アニメフィルム（2001年 - 2002年） |
| 制作協力                           | Production I.G（1992年 - 2014年）、ZERO.G.ROOM（第184話）、P.A.WORKS（第594話B、第595話A）、ブラボースタジオ（第836話、第840話、第843話）、グッドブック（2015年 - 2016年）、CJT（2017年）、亜細亜堂（第900話、第906話B）、ベガエンタテインメント（第944話、第962話）、サンライズ（2019年）、studioぱれっと（2020年）、えかきや（2020年） |

## 主題歌・挿入歌

### オープニングテーマ
使用期間にはOPが特に理由なくカットされ、使われなかった回も含む。
- 2016年8月より韓国版OP『부리부리 댄스파티（ブリブリダンスパーティー）』オリジナルアニメーションが公開された。歌手はNORAZO[53]。アニメーション制作はシンエイ動画（作画監督：針金屋英郎[54]）。日本では未公開である。
- 2013年8月9日以降はエンディングのミニコーナーの一時廃止に伴い、クレジットされていたスタッフも含め全てOPに表示されるようになった。2014年以降はL字型画面でその日の放送の内容やミニコーナー「東西南北あっちむいてホイ!」→「スカッとカスカベスカッシュ!」の宣伝が流され、2015年以降は途中から当日に放送される話の予告が流されることでOP映像が一部カットされた。2016年からOPが変更されるまでは「始まるまであと○秒」と画面の端に表示された。これに伴い、スタッフロールは画面下で左流しとなり、ほぼ全てのスタッフクレジットが集約される（各話の脚本・絵コンテ・演出・作画監督・原画は除く）。2014年以降の地上波放送分でもテレ朝チャンネルとDVDではデータ放送はないので2014年以前の通常バージョンとなっている。2019年10月5日放送分以降は、データ放送と連携したミニコーナーとOP上の本編ダイジェストが廃止され、2020年5月2日放送分より通常版のOPが放送されるようになり、2014年以前の形式に戻った。また、同年8月8日放送回より再びオープニングとエンディングでクレジットが分かれるようになった[注 99]。
- 提供クレジット時にはオープニングテーマが流れるが、曲によってオープニングで流れない部分やカラオケバージョンを使用している。

|    | 曲名                                        | 歌手                                                         | 使用期間 | 映像ソフト（DVD）                                    | 作画監督            | 備考 |
| -- | ------------------------------------------- | ------------------------------------------------------------ | --- | ---------------------------------------------------- | ------------------- | --- |
| 1  | 動物園は大変だ                              | TUNE'S                                                       | 第1話（1992年4月13日） - 第21話（1992年9月21日） | 1年目① - 1年目⑥、スペシャル1巻 - スペシャル4巻       | 林静香              | 原作者の臼井儀人が作詞した唯一のOP曲。 1992年のスペシャルからはEDとして使用され、1997年のお正月スペシャルまで使用された。 |
| 2  | 夢のENDはいつも目覚まし!                    | B.B.クィーンズ                                               | 第22話（1992年10月12日） - 第57話（1993年7月5日）、SPECIAL 14（1996年12月27日） | 1年目⑦ - 2年目③                                      | 林静香              | 1996年12月27日放送分（年末スペシャル）で約3年ぶりにEDとして流れた。 |
| 3  | オラはにんきもの                            | 野原しんのすけ（矢島晶子） 野原みさえ（ならはしみき）        | SPECIAL 2（1993年4月5日）、SPECIAL 3（1993年7月12日） - SPECIAL 9 （1995年9月25日）、第321話（1996年6月25日）、第776話（2012年7月6日）                                                                        | 2年目④ - 傑作選最終巻、スペシャル1巻 - スペシャル3巻 | 林静香              | 声優が歌うアニメキャラクター名義のシングルとして史上初のオリコンのベストテン入りを果たし、『クレヨンしんちゃん』の主題歌としては一番のヒットとなった。 レギュラー放送のOPでは「夢のENDはいつも目覚まし!」が放送中の1993年4月5日に初めてOPとして放送された。1996年6月25日放送分では、野原一家全員によるコーラス版がEDで使用された。2012年7月6日放送分で約16年ぶりにEDとして流れた。また、2017年には25周年版が放送された。 |
| 4  | パカッポでGO!                               | 野原しんのすけ（矢島晶子）                                   | 第161話（1995年10月9日） - SPECIAL 13（1996年9月27日） | 第3期① - 第3期最終巻、スペシャル4巻                  | 林静香              | 「バカッポでGO!」と表記されることもしばしばある。 また、このOPからクレジットのテロップが丸ゴシック体に変更された（「REGGAE」以降のEDも同様）。 |
| 5  | 年中夢中 “I want you”                       | Puppy                                                        | 第203話（1996年10月11日） - SPECIAL 20（1998年4月17日）、第780話（2012年8月17日） | スペシャル5巻                                        | 湯浅政明            | このOPからひまわりが登場した。OPの作画監督が湯浅政明に変更されたことで若干の作画の違いが生じる。 2012年8月17日放送分で約14年ぶりにEDとして流れた。 |
| 6  | とべとべ おねいさん                         | 野原しんのすけ（矢島晶子） アクション仮面（玄田哲章）        | 第270話（1998年4月24日） - 第352話（2000年3月17日）、第777話（2012年7月13日） | 第4期① - 第4期最終巻、スペシャル6巻 - スペシャル8巻  | 湯浅政明            | 男性アーティストが歌うOP曲は初。スペインでの放送時にはEDとして流れている。 2012年7月13日放送分で約12年ぶりにEDとして流れた。 |
| 7  | ダメダメのうた                              | LADY Q 野原しんのすけ（矢島晶子） 野原みさえ（ならはしみき） | 第353話（2000年4月14日） - 第458話（2003年1月11日）、第778話（2012年7月27日） | 第5期① - 第5期最終巻                                 | 末吉裕一郎          | ここからはデジタル製作となり、放送時間が6分短縮された。OP映像では9分割された画面で過去に放送されたエピソードを流している。 初めて番組タイトルが曲の最後に来る演出がなされた。 2012年7月27日放送分で約9年ぶりにEDとして流れた。 |
| 8  | PLEASURE                                    | 華原朋美                                                     | 第459話（2003年1月18日） - SPECIAL 45（2004年10月16日） | 第6期① - 第7期最終巻、スペシャル9巻、スペシャル10巻  | 林静香              | 2003年11月8日からは放送時間が2分短縮され、EDがカットされた影響で、全てのスタッフクレジットが表示され、曲時間も延長された。 また、このOPでは終盤に提供クレジットが表示されるため映像ソフト、テレ朝チャンネルではOPの終盤がカットされている。 |
| 9  | ユルユルでDE-O!                             | 野原しんのすけ（矢島晶子）                                   | 第509話（2004年10月22日） - 第594話（2007年2月23日） 第604話（2007年7月6日） - 第681話（2009年10月16日）、第778話（2012年7月27日）                                                                            | 第8期① - 第9期⑨、スペシャル11巻、スペシャル12巻      | 間々田益男          | 監督が作詞した唯一のOP曲。金曜日への枠移動と同時に使用が開始された。 放送中にHDに切り替わったため4：3版と16：9版がある。4：3版は16：9版の左右を切った物ではなく、キャラクターの位置等がワイドに合わせて変更されている。 2006年12月15日放送分のスペシャル「冬だ!一番!嵐を呼ぶクレヨンしんちゃん祭」では、サンタに扮したしんのすけとトナカイに扮したシロが登場した。 2012年7月27日放送分で約3年ぶりにEDとして流れた。 |
| 10 | ユルユルでDE-O! 2007クレヨンフレンズVersion | 野原しんのすけ（矢島晶子） クレヨンフレンズ from AKB48       | 第595話（2007年3月9日） - 第603話（2007年6月22日） | 未収録                                               | 間々田益男 若松孝思 | 劇場版『クレヨンしんちゃん 嵐を呼ぶ 歌うケツだけ爆弾!』公開に合わせて使用された。 映画本編で使用されたクレヨンフレンズ歌唱版とは異なり、歌詞が映画宣伝用のものに変更されている。 テレ朝チャンネルでは通常の「ユルユルでDE-O!」を使用。 |
| 11 | ハピハピ                                    | ベッキー♪♯                                                   | 第682話（2009年10月23日） - 第708話（2010年7月30日） | 第9期⑩ - 第10期②、スペシャル13巻                     | 林静香              | バックコーラスの歌詞は歌詞カードやカラオケボックスの歌詞に出てこないが、OP映像の歌詞字幕には表示されている。 韓国での放送時にはEDとして流れている。 |
| 12 | Hey baby!                                   | 倖田來未                                                     | 第709話（2010年8月6日） - 第724話（2011年1月28日） | 第10期③ - 第10期⑤                                    | 末吉裕一郎          | 倖田來未の主題歌担当は2006年の劇場版『伝説を呼ぶ 踊れ!アミーゴ!』以来、4年ぶり。Bメロ部分では過去のOP映像が使用されている。 この曲から制作会社のクレジットがOPに表示される（EDのミニコーナーからは削除）。ミニコーナーが無い場合はキャストも一括紹介される。 絵コンテは、ムトウユージが担当している 。2010年11月19日放送分のオープニングでは、同年8月に実施された「夏休みアニメ祭り」の視聴者プレゼント企画に当選した応募者の通う幼稚園へしんのすけが訪問し、OPの所々が実写に変わり園児達と踊った時の様子が放送された。 |
| 13 | T.W.L                                       | 関ジャニ∞（現:SUPER EIGHT）                                  | 第725話（2011年2月4日） - 第748話（2011年10月28日） | 第10期⑥ - 第10期⑩                                    | 林静香              | ジャニーズ事務所（当時）所属のグループがクレヨンしんちゃんの主題歌を歌うのは初。タイトル画面には貼り絵を使用。2011年10月28日放送分では、同年8月に実施された「夏休みアニメ祭り」の視聴者プレゼント企画に当選した応募者の通う幼稚園へしんのすけが訪問し、OPの所々が実写に変わり園児達と踊った時の様子が放送された。 |
| 14 | 希望山脈                                    | 渡り廊下走り隊7                                              | 第749話（2011年11月4日） - 第783話（2012年9月14日） | 第10期⑪ - 第11期④                                    | 林静香              | |
| 15 | キミに100パーセント                         | きゃりーぱみゅぱみゅ                                         | 第784話（2012年10月19日） - 第797話（2013年3月1日） 第804話（2013年6月7日） - 第823話（2014年2月28日） 第832話（2014年6月6日） - 第937話（2017年7月7日） 第943話（2017年10月13日） - 第969話（2018年6月29日） | 第11期⑤ - 第14期最終巻                               | 原勝徳              | 最も使用期間が長いOPである。映画期間など一時期を除き、6年近くにわたって使用された。ただし、この時期は特番による放送休止やOPを使用しなかった回が多かったため、使用回数は既に『スーパースター』に抜かれている。 テレビ放映版及び劇場版での使用時のみしんのすけによる合いの手が入る。OP映像制作にはサイクロングラフィックスも携わっている。実写やCGを取り入れており、アクション仮面やカンタムロボは実写で登場する。また、実写のアクション仮面のスーツはムトウユージの私物である。 終盤ではアメーバピグのような演出もある。 2017年の短期未使用期間は次回予告のBGMで使用された。2013年10月24日放送分では、同年8月に実施された「夏休みアニメ祭り」の視聴者プレゼント企画に当選した応募者の通う幼稚園へしんのすけが訪問し、OPの所々が実写に変わり園児達と踊った時の様子が放送された。 |
| 16 | オラはにんきもの 25thMIX                    | 野原しんのすけ（矢島晶子） 野原みさえ（ならはしみき）        | 第938話（2017年8月4日） - 第942話（2017年9月15日） | 未収録                                               | なし                | 最も使用期間・使用回数が短いOPである。 3代目のオープニングを25周年記念バージョンでリメイクしたもの。 この曲がオープニングとして使用されたのは約22年ぶりである。元々は「クレヨンしんちゃん」外伝シリーズのエンディング。 歌声や台詞は当時のものを流用している。映像は本編のダイジェストであり、専用のアニメーションはない。 提供クレジット時は第943話（2017年10月13日）以降も第969話（2018年6月29日）までこの曲が流れ、2019年9月から2020年までは提供クレジット時に小林由美子が歌う「2019MIX」が流れていた。また、「2019MIX」は2020年10月3日放送分・2020年10月10日放送分にて次回予告のBGMとして使用された。 |
| 17 | マスカット                                  | ゆず                                                         | 第970話（2018年7月6日） - 第1027話（2020年2月29日）、傑作選SP2（2020年5月2日） - 第1050話（2020年9月26日） | 第15期① - 第15期⑯                                    | 林静香              | ゆずの主題歌担当は2015年の劇場版『オラの引越し物語 サボテン大襲撃』以来、3年ぶり。しんのすけ役の交代と同時に起用され、テレビ放映版のみしんのすけによる合いの手が入る。 映像にはゆずの2人や公式キャラクターのゆずマン、ゆず一家がアニメ化されて登場。 「クレヨンしんちゃん せぷてんばー引っ越せばースペシャル」では、映像が異なり歴代名場面集の映像となっていた。 第999話からラストのしんのすけのセリフが変更された。オープニング変更時から2019年8月まで、提供クレジット時にこの曲が使用された。 土曜日に移行した2019年10月5日放送分からは、約30秒の短縮版が使用されていたが、2月1日放送分より不定期で通常版が放送され、5月2日放送分より完全に通常版に戻された。 次回予告のBGMとして2020年9月26日放送分まで使用された。 DVDでは第15期初巻からED廃止に伴い、それまでEDで表記されていたスタッフクレジットは撮影コンポジットのみOPに移行した。それ以外は本編終了後、メニューに新設された「キャスト・スタッフ」に集約した。 |
| 18 | スーパースター                              | ケツメイシ                                                   | 第1051話（2020年10月3日） - | 第15期⑰ -                                            | 針金屋英郎          | 最も使用回数が多いOPである。 ケツメイシの主題歌担当は2016年の劇場版『爆睡!ユメミーワールド大突撃』以来、4年振り。映像では野原家のミニチュアを使用。 週替りで一般公募の4枚の写真を、2022年6月4日放送分まで使用していた。 2022年5月7日、同年5月14日放送分は劇場版『クレヨンしんちゃん もののけニンジャ珍風伝』でゲスト出演した川栄李奈とハライチの写真を使用。 テレ朝チャンネルの放送では一般公募の写真は未使用。2022年6月11日放送分以降は最新回のキャラクターの一場面に変更された。 2020年10月17日放送分からは次回予告のBGMとして使用されているが使用されない時もある。 |

### エンディングテーマ
エンディングテーマは当初は普通に放送されていた（ただし、原恵一監督時代の末期から短縮される時期も見られた）が、土曜に放送されていた頃、放送時間短縮に伴い、一時的に廃止されていた。金曜に戻ってから復活したが、2006年1月6日放送分から不定期でミニコーナーが導入された事により、完全に廃止された。しかしその後、2015年から映画公開期間にはその主題歌がEDで流れるようになり、2022年からは、映画主題歌に加えて不定期で専用EDが使用されている。2014年から2020年頃まではオープニングテーマがエンディングテーマとして放送されることがあった。
エンディングで表示されていたキャスト・スタッフのクレジットは廃止当初はミニコーナーで流されたり、オープニングでまとめて表示されていたが、現在は次回予告又は不定期のエンディングで表示されている。
- 専用EDが一度廃止される前までの頃はスペシャル用の特別EDが存在し、オレンジ色の背景に野原一家の顔が線で描かれた静止画をスクロールする映像が使われていた。登場順はひまわり誕生スペシャルまではひろし・みさえ → シロ → しんのすけで、1996年の年末スペシャルに描き直されたものではひろし → みさえ → ひまわり → シロ → しんのすけであった。なお曲は下記するものの他にも様々なものが使用されていた（動物園は大変だ、夢のENDはいつも目覚まし!など）。
- 2012年7月6日放送分 - 9月14日放送分までは20周年記念として『オラの名曲ベストセレクション』と称して、過去のオープニングとエンディングを当時の映像付きで流していた[61]。
- 2020年10月17日放送分では、クレヨンしんちゃんクイズの途中からスタッフロールが出されエンディングとして使用された。
- 2022年7月2日放送分から2022年12月24日放送分まで、過去のエンディングテーマ曲や挿入歌を30周年記念として、当時の映像で流している[注 105]。
- 2022年7月30日放送分から不定期で「ポンポコチン体操」がエンディングとして使用されている（ただし、映画の主題歌がエンディングに使用されている時は、そのエンディングが使用終了するまで使用されない）。
- 2024年2月24日放送分、2025年3月1日放送分では、映画の予告映像がエンディングとして使用された（予告映像の下にスタッフロールが表示される）。

通常放送時
|    | 曲名                                                     | 歌手 | 使用期間 | 映像ソフト（DVD）                                      | 作画監督          | 備考 |
| -- | -------------------------------------------------------- | --- | --- | ------------------------------------------------------ | ----------------- | --- |
| 1  | うたをうたおう                                           | 大事MANブラザーズバンド | 第1話（1992年4月13日） - 第21話（1992年9月21日）、第1151話（2022年10月8日） | 1年目① - 1年目⑥                                        | 小川博司 湯浅政明 | 放送開始前の新番組予告でもこの曲が使われていた。 第1話のみ歌詞のテロップが表示されていない。 2022年10月8日放送分で約30年振りに流れた。 |
| 2  | 素直になりたい                                           | 米村裕美 | 第22話（1992年10月12日） - 第57話（1993年7月5日）、第1146話（2022年9月3日） | 1年目⑦ - 2年目③                                        | 小川博司 湯浅政明 | このEDまではみさえ、ひろしがそれぞれ「ママ」「パパ」名義だった。 2022年9月3日放送分で約29年振りに流れた。 |
| 3  | DO-して                                                  | 桜っ子クラブさくら組 | 第58話（1993年7月19日） - 第103話（1994年6月27日）、第1148話（2022年9月17日） | 2年目④ - 傑作選⑥                                       | 湯浅政明          | 最後にしんのすけがピースするバージョンと「ん〜」と画面大アップでキスしてくるバージョンの2つが存在し、ランダムで使用された。 2022年9月17日放送分で約28年振りに流れた。 |
| 4  | しんちゃん音頭                                           | ゆうこ 野原しんのすけ（矢島晶子） | 第104話（1994年7月4日） - 第116話（1994年10月3日）、第779話（2012年8月10日）、第1152話（2022年10月15日） | 未収録                                                 | 湯浅政明          | このEDまではしんのすけが「しんちゃん」名義だった。 2012年8月10日放送分で約18年振りに、2022年10月15日放送分で約10年振りに流れた。 |
| 5  | パリジョナ大作戦                                         | マロン公しゃく | 第117話（1994年10月10日） - 第161話（1995年10月9日）、第782話（2012年8月31日）、第1147話（2022年9月10日） | 傑作選⑦ - 傑作選最終巻                                 | 湯浅政明          | TV版はマロン公しゃくのソロだが、CD版はマロン公しゃく & しんのすけの二人で歌っている。 2012年8月31日放送分で約17年振りに、2022年9月10日放送分で約10年振りに流れた。 |
| 6  | REGGAE                                                   | KOTONE | 第162話（1995年10月16日） - 第192話（1996年6月28日）、第1155話（2022年11月5日） | 第3期① - 第3期最終巻                                   | 湯浅政明          | 2022年11月5日放送分で約26年振りに流れた。 |
| 7  | しんちゃん音頭〜オラといっしょにおどろうよ〜             | 三波春夫 野原しんのすけ（矢島晶子） | 第193話（1996年7月5日） - 第202話（1996年9月13日） | 未収録                                                 | 湯浅政明          | 正式なEDの中では最も使用期間・使用回数が短いEDである。 映像はイントロのみ新規で、残りは1994年版の流用である。 |
| 8  | BOYS BE BRAVE〜少年よ勇気を持て〜                        | 奥井亜紀 | 第203話（1996年10月11日） - SPECIAL 17（1997年10月10日）、第1144話（2022年8月20日） | スペシャル5巻                                          | 小川博司          | 同年11月1日放送分のEDからテレビ朝日のシンボルマーク（ネットワークシンボル）がつけられ、2003年10月のロゴ変更まで使われた。 2022年8月20日放送分で約25年振りに流れた。 |
| 9  | 月灯りふんわり落ちてくる夜                               | 小川七生 | 第249話（1997年10月17日） - 第297話（1998年11月20日）、第1137話（2022年7月2日） | 第4期① - 第4期最終巻、スペシャル6巻                    | 林静香            | このEDのみ、歌詞以外のテロップの書体が明朝体になっている。 2022年7月2日放送分で約24年振りに流れた。 |
| 10 | スキスキ♡マイガール                                      | L'luvia | 第298話（1998年11月27日） - 第352話（2000年3月17日）、第1153話（2022年10月22日） | 未収録                                                 | 林静香            | 最も使用回数が多いEDである。 1999年1月8日放送分から制作のASATSUの表記がASATSU-DKに変更され、「全体的に大好きです。」まで使われた。 2022年10月22日放送分で約22年振りに流れた。 |
| 11 | 今日はデート                                             | かまぼこ | 第359話（2000年6月2日） - 第391話（2001年3月16日）、第1150話（2022年10月1日） | 未収録                                                 | なし              | 放送時間が6分短縮されると同時に使用が開始されたため、演奏時間が短縮されている。 このEDから「ママとのお約束条項の歌」まで、スタッフクレジットがロール式になった。 映像は次回予告の本編映像を使用している為、専用のアニメーションはない。 2022年10月1日放送分で約21年振りに流れた。 |
| 12 | 全体的に大好きです。                                     | シェキドル | 第398話（2001年6月1日） - SPECIAL 32（2002年3月29日）、第437話（2002年5月25日） - SPECIAL 34（2002年9月28日）、第1138話（2022年7月9日） | 第5期① - 第5期最終巻                                   | 末吉裕一郎        | 放送時間の関係で一部歌詞をカットされていた時期がある。映像は一枚の絵の表示方法の違いで4パターンある。 権利関係の影響により、2002年から2004年まで放送されていた関東ローカルの再放送枠「アンコールF」では使用できず、本放送では使用前にあたる「ママとのお約束条項の歌」に差し替えられている。 2022年7月9日放送分で約20年振りに流れた。 |
| 13 | ママとのお約束条項の歌                                   | 野原しんのすけ（矢島晶子） 野原みさえ（ならはしみき）                                                                                            | 第452話（2002年11月2日） - SPECIAL 37（2003年4月12日）、第472話（2003年6月7日） - SPECIAL 39（2003年9月27日）、SPECIAL 45（2004年10月16日）、第783話（2012年9月14日）、第1139話（2022年7月16日） | 第6期① - 第7期最終巻、スペシャル9巻、スペシャル10巻    | なし              | このEDから制作のASATSU-DKの表記がADKに変更された。 本来は挿入歌として作られた曲。映像は原作からの流用。DVDソフトはDVDに収録しているエピソードの1シーンを使用している。 放送時間短縮に伴い、通常放送での使用は終了したが、2004年10月16日放送分ではサビの部分のみを使用する形で流れた。この時は「今日はデート」と同様にED内で次回予告を放送した。 2012年9月14日放送分で約8年振りに、2022年7月16日放送分で約10年振りに流れた。 |
| 14 | ありの歌                                                 | やなわらばー | 第509話（2004年10月22日） - 第523話（2005年2月25日）、第529話（2005年5月20日） - SPECIAL 48（2005年12月16日）、第1143話（2022年8月13日） | 第8期① - 第14期最終巻、スペシャル11巻 - スペシャル13巻 | 林静香            | 専用のアニメーションが復活したが、この曲を最後に毎週EDは流れていない（2025年現在）。 ハイビジョン制作。 2005年10月28日放送分では、Cパートがあったため使用されていない。2012年11月9日放送分は挿入歌として使用。 2008年12月5日放送分は、ボーちゃんがこの曲を歌った。 CS放送では、2004年10月22日放送分以降も使用され続けている。 2022年8月13日放送分で約17年振りに流れた。 |
| 15 | ぶりぶりざえもんのえかきうた                             | ぶりぶりざえもん（神谷浩史） | 第938話（2017年8月4日）- 第942話（2017年9月15日）、第1001話（2019年6月21日）、第1003話（2019年7月5日）、第1119話（2022年2月19日） | 未収録                                                 | 末吉裕一郎        | 正式なEDでは無く、スタッフロールは流れない。 |
| 16 | マスカット                                               | ゆず | 第1005話（2019年8月9日） - 第1007話（2019年8月30日） | 第15期① - 第15期⑯（OPとしての使用）                    | 林静香            | |
| 17 | 北埼玉ブルース                                           | 野原ひろし （藤原啓治） | 傑作選SP2（2020年5月2日）、第1156話（2022年11月12日） | 未収録                                                 |                   | 2020年5月2日に放送された傑作選SP2にて使用された。 同楽曲は挿入歌として使用した曲で、藤原の追悼企画のエンディングとして使用した。 映像は劇場版を含む過去のエピソードの映像を使用している。 2022年11月12日放送分でも使用された。 |
| 18 | ポンポコチン体操                                         | 野原しんのすけ（小林由美子） 風間トオル （真柴摩利） 桜田ネネ（林玉緒） 佐藤マサオ（一龍斎貞友） ボーちゃん（佐藤智恵） 吉永みどり（七緒はるひ） | 第1141話（2022年7月30日）、第1145話（2022年8月27日）、第1149話（2022年9月24日）、第1154話（2022年10月29日）、第1158話（2022年11月26日）、第1161話（2022年12月17日）、第1162話（2022年12月24日） 第1166話（2023年1月28日）、第1169話（2023年2月18日）、第1174話（2023年3月25日）、第1179話（2023年4月29日）、第1184話（2023年6月3日）、第1203話（2023年10月7日）、第1207話（2023年11月11日）、第1210話（2023年12月2日）、第1213話（2023年12月23日）、 第1217話（2024年1月27日）、第1220話（2024年2月17日）、第1226話（2024年3月30日）、第1230話（2024年4月27日）、第1235話（2024年6月1日）、第1256話（2024年10月26日）、第1261話（2024年11月30日）、第1264話（2024年12月21日）、 第1268話（2025年1月25日）、 第1272話（2025年2月22日）、第1277話（2025年3月29日）、第1281話（2025年4月26日）、第1285話（2025年5月24日） | 未収録                                                 | 高倉佳彦          | 不定期ではあるが、最も使用期間が長いEDである。 「テレビ局の見学だゾ」で使用した曲をアレンジして、エンディング曲に使用。 2022年7月30日放送分では、撮って出しの放送スケジュールだったため、よしなが先生が最初に「急になんだけど、ポンポコチン体操始まるわよ～」と言っている。 好評を受け、それ以降の放送回でも何度も使用されており、その際には「急になんだけど」の部分はカットされている。 2022年12月17日放送分では、よしなが先生のセリフはカットされているほか、次回予告の映像を使用している為、専用のアニメーションはなかった。 2022年12月24日放送分では、歴代エンディング映像を背景に放送された。 2022年11月26日放送分以降は、短縮版が使用されている。 また、このエンディングの絵コンテは、ムトウユージが担当している。 2024年10月から2025年4月まではその月の最後の放送で使用されている。 |
| 19 | オラはにんきもの 2019MIX                                 | 野原しんのすけ（小林由美子） 野原みさえ（ならはしみき）                                                                                          | 第1142話（2022年8月6日） | 未収録                                                 | なし              | 家族都市プロジェクト協定式の実写映像と共に使用されたため作画監督はいない。 |
| 20 | ひまわり体操                                             | 河井英里 | 第1157話（2022年11月19日） | 未収録                                                 | 原勝徳 堤規至     | 『クレヨンしんちゃん アクション仮面VSハイグレ魔王』の映像と共に流れた。 |
| 21 | とーちゃんの足ってなんでクサイの？feat.しんのすけ&ひろし | 竹下☆ぱらだいす 野原しんのすけ（小林由美子） 野原ひろし （森川智之）                                                                             | 第1236話（2024年6月8日） | 未収録                                                 | なし              | 実写映像のため作画監督はいない。 |

特別放送（スペシャル）
- 「しんちゃんのジングル・ベル'93」
  - 1993年12月20日放送のクリスマススペシャルと1995年12月25日放送のクリスマススペシャルで使用された。

- 「ひまわりの家」1997年10月10日放送のスペシャルで使用された。
- あなただけを 〜Summer Heartbreak〜 - 歌・編曲:サザンオールスターズ 作詞・作曲:桑田佳祐
  - 1997年12月26日放送「クレヨンしんちゃんスペシャル！家族みんなでハワイだゾしかもオラ人魚に恋したゾ」

- てゆーかハリケーン - 歌：C-chang & のはらしんのすけ（矢島晶子）作詞：土生京子、作曲・編曲：服部達志
  - 1998年12月25日放送「300回だゾ！クレヨンしんちゃんスペシャル」

- 「僕は永遠のお子様」 - 歌:Mew（梶谷美由紀）作詞:おおたか静流 作曲:真崎修 編曲:林有三
  - 1993年9月27日放送分と1999年10月8日放送分のスペシャルで使用された（野原刑事の事件簿 暗殺団潜入捜査の最後から歌が始まる）。

### 映画主題歌・映画挿入歌
映画公開時期の前後では劇場版主題歌がエンディング（2013年と2014年のみオープニング）として流れる。2005年以前は通常のエンディングテーマを映画主題歌に差し替えた。2012年から2020年の途中までは通常のオープニングがカットしてオープニングまたはエンディングに映画主題歌を放送した。2020年の途中からはオープニングも通常放送し、映画主題歌をエンディングとして放送している。また、テレ朝チャンネル及びDVD版ではこれらは放送されず、同時期に使用されていたオープニング・エンディングに差し替えられる。2025年は、映画挿入歌も放送された。
映像は基本的に映画のダイジェストが使われているが、それに加えて新規にアニメーションが作られている年もある。
| 曲名                                     | 起用作品 | 歌手                   | 使用期間 | 備考 |
| ---------------------------------------- | -------- | ---------------------- | --- | --- |
| さよならありがとう                       | 第8作    | 小林幸子               | 第353話（2000年4月14日） - 第358話（2000年5月26日）                                                         | |
| 元気でいてね                             | 第9作    | 小林幸子               | 第392話（2001年4月13日） - 第397話（2001年5月25日）                                                         | |
| 二中のファンタジー〜体育を休む女の子編〜 | 第10作   | ダンス☆マン            | SPECIAL 33（2002年4月20日） - 第436話（2002年5月18日）                                                      | |
| こんな時こそ焼肉がある                   | 第11作   | のはら家オールスターズ | 第465話（2003年4月19日） - 第471話（2003年5月31日）                                                         | |
| Crayon Beats                             | 第13作   | AI                     | 第524話（2005年3月4日） - 第528話（2005年5月6日）                                                           | |
| 少年よ 嘘をつけ!                         | 第20作   | 渡り廊下走り隊7        | 第765話（2012年3月23日） - 第775話（2012年6月29日）                                                         | 第772話からは、映画のダイジェストに代わり次回に放送される話がダイジェストで流れた。 |
| RPG                                      | 第21作   | SEKAI NO OWARI         | SPECIAL 70（2013年3月15日） - 第803話（2013年5月31日）                                                      | |
| ファミリーパーティー                     | 第22作   | きゃりーぱみゅぱみゅ   | SPECIAL 73（2014年3月7日） - 第831話（2014年5月30日）                                                       | 第825話及び第827話では、ダイジェストではなく着ぐるみのしんのすけが曲に合わせて踊る映像が放送された。 |
| OLA!!                                    | 第23作   | ゆず                   | 第850話（2015年2月6日） - 第862話（2015年5月29日）                                                          | アニメになったゆずがしんのすけと踊るアニメーションが映画のダイジェストと共に放送された。 |
| 友よ 〜 この先もずっと…                  | 第24作   | ケツメイシ             | SPECIAL 77（2016年3月4日） - 第896話（2016年5月27日）                                                       | |
| ロードムービー                           | 第25作   | 高橋優                 | 第921話（2017年2月3日） - 第931話（2017年5月26日）                                                          | |
| 笑一笑 〜シャオイーシャオ!〜             | 第26作   | ももいろクローバーZ    | 第954話（2018年2月2日） - 第964話（2018年5月25日）                                                          | アニメになったももいろクローバーZがしんのすけとカンフーの動きをするアニメーションが映画のダイジェストと共に放送された。SPECIAL 80ではオープニングとして放送。 |
| ハルノヒ                                 | 第27作   | あいみょん             | 第988話（2019年2月8日） - 第996話（2019年5月10日）、第998話（2019年5月31日）                                | SPECIAL 82、第996話ではオープニングとして放送。 |
| ギガアイシテル                           | 第28作   | レキシ                 | 第1028話（2020年3月7日） - 傑作選SP1（2020年4月25日）、第1044話（2020年8月8日） - 第1051話（2020年10月3日） | 第1027話（2020年2月29日）の放送で最新の予告映像とともに使用され、第1028話（2020年3月7日）以降にはエンディングテーマとなる。オープニングテーマ「マスカット」は第1044話以降で放送されるようになった。                                                                        |
| はしりがき                               | 第29作   | マカロニえんぴつ       | 第1072話（2021年3月6日）- 第1084話（2021年5月29日）、第1088話（2021年6月26日） - 第1098話（2021年9月18日）  | |
| 陽はまた昇るから                         | 第30作   | 緑黄色社会             | 第1121話（2022年3月5日） - 第1133話（2022年5月28日）                                                        | |
| Future is Yours                          | 番外作   | サンボマスター         | 第1186話（2023年6月17日） - 第1202話（2023年9月30日）                                                       | |
| 思い出をかけぬけて                       | 第31作   | My Hair is Bad         | 第1238話（2024年6月22日） - 第1252話（2024年9月28日）                                                       | 第1237話では、映画最新情報の映像公開と共に使用された（歌は映画最新情報の途中からの使用でスタッフロールも途中から表示され下にスクロールしていた）が、スタッフロールに映画主題歌のクレジットがされてないため第1238話からの使用となっている。第1245話からは映像が変更された。 |
| スパイス                                 | 第32作   | Saucy Dog              | 第1287話（2025年6月7日） - 第1292話（2025年7月12日）、第1294話（2025年7月26日） -                           | 第1296話から映像が変更された。 |
| ザ ウルフ                                | 第32作   | 賀来賢人               | 第1293話（2025年7月19日）                                                                                   | 映画挿入歌。 |

### 挿入歌
- 「ふたば幼稚園の歌」[回 4]
- 「ポンポコチン体操」[回 5]
- 「アクション仮面の唄」[回 6]
- 「ひまわり体操」[回 7]
- 「北埼玉ブルース」[回 8]
- 「恋人がサンタクロース」[回 9]
- 「かもめはかもめ」[回 9]
- 「立て! カンタムロボ」[回 10]
- 「シロはお家族」[回 11]
- 「とりあえず、ここはおとなになれば～？」[回 12]
- 「ハイグレ!スキッ!ドキッ!」[回 13]
- 「ママとのお約束条項の歌（ラップ）」[回 14]
- 「埼玉紅さそり隊」[回 15]
- 「しんちゃんとあそぼうよ」[回 16]
- 「DO-して」[回 17]
- 「ウシからバッテラ」[回 18]
- 「動物園は大変だ」[回 19]
- 「ウキウキロックンロールドライブ」[回 20]
- 「みんなでオエロビクス」[回 21]
- 「約束See You!」[回 22]
- 「ナミダの各駅停車」[回 23]
- 「風の子ビュンビュン」[回 24]
- 「まっかっか体操」[回 25]
- 「かすかべ防衛隊のうた」[回 26]
- 「昭和枯れすゝき」[回 27]
- 「パリジョナ大作戦」[回 28]
- 「しんちゃんマーチ～オラといっしょにあるこうよ!～」[回 29]
- 「恋人よ」[回 30]
- 「川の流れのように」[回 31]
- 「希望の轍」[回 32]
- 「UFO」[回 33]
- 「YOUNG MAN (Y.M.C.A.)」[回 33]
- 「魔法をかけてあげる」[回 34]
- 「REGGAE」[回 35]
- 「青春の影」[回 35]
- 「せめて今夜だけは」[回 36]
- 仲井戸麗市「年の瀬'93」[回 37]
- 「おさかな天国」[回 38]
- 「地上の星」[回 38]
- 「きよしのズンドコ節」[回 38]
- 「明日があるさ」[回 38]
- 「ミニモニ。ひなまつり」[回 38]
- 「鉄道唱歌 東海道篇」[回 38]
- 「年中夢中"I WANT YOU"」[回 39]
- 「ユルユルでDE-O! 2007クレヨンフレンズVERSION」[回 40]
- 「オラはにんきもの」[回 41]
- 「夏色」[回 42][77]
- 「ビッグバカーンのうた」[回 43]
  - 作詞:うえのきみこ[X 26]
  - 作曲:多田彰文[X 26]
  - 歌手:姫野つばさ（現:姫野桜都）[X 27][X 28]
- 「もえPの歌」[回 44]
  - 作詞:ムトウユージ[X 29]
- 「世界でいちばん熱い夏」[回 45]
  - 歌手 - まつざか梅（富沢美智恵）
  - 作詞 - 富田京子
  - 作曲 - 奥居香
  - 編曲 - 中村博

## 各話リスト
| 放送年          | 話数               | スペシャル話数                                              |
| --------------- | ------------------ | ----------------------------------------------------------- |
| 1992年 - 2001年 | 第1話 - 第422話    | SPECIAL 1 - SPECIAL 31                                      |
| 2002年 - 2011年 | 第423話 - 第755話  | SPECIAL 32 - SPECIAL 67                                     |
| 2012年 - 2021年 | 第756話 - 第1112話 | SPECIAL 68 - SPECIAL 86 SPECIAL SUNDAY 1 - SPECIAL SUNDAY 4 |
| 2022年 -        | 第1113話 -         | SPECIAL SUNDAY 5 -                                          |

### サブタイトル
原則的にサブタイトルはピンク、黄色の2色または青緑色などの背景をバックに「○○（だ）ゾ」の形式でしんのすけがタイトルコールを行い、BGMは放送開始から一貫して同じものを使用している。タイトルフォントは初期は専用の手書きようなものだったが、1995年11月頃からは現在の活字に変更された。第859話のみ丸ゴシック（スーラ体）が使用された。また、「縮みゆくしんのすけ」などのホラー（都市伝説）回や「しん・仮面ライダーだゾ」などといったコラボ回では別のフォントが使用された。「晩ご飯のおいしい匂いだゾ」のみサブタイトル場面がなく、本編の最初に右下にテロップで表示された。従来のサブタイトル画面はキャラクターは登場せず背景のみだったが（スペシャル回は、除く）、第937話からキャラクターが登場する新しいサブタイトル画面に変更され、複数パターンある中でいずれかをランダムで使用する形となった。また、2022年12月10日の放送回から次回予告が新しくなった。

#### 現在使用されているサブタイトルバック
- 第927話（2017年4月21日）- 
  - しんのすけ、シロ、ひまわりがケツだけ星人を行い、そのうちの1人が顔を見せる。
  - 第1164話（2023年1月14日）以降は過去に放送したエピソードの再放送で使用されることが多い。
- 第1164話（2023年1月14日）[X 30] -
  - ひろし、みさえ、ひまわり、シロ、しんのすけの順でパネルが回って行く（主に野原家が中心となる回で使用）。
  - 風間くん、ネネちゃん、マサオくん、ボーちゃん、しんのすけの順でパネルが回って行く（主にかすかべ防衛隊が中心となる回で使用）。
  - また、映画用のサブタイトルバックが使用されている場合、これらのサブタイトルバックは使用されない。

#### 過去に使用されていたサブタイトルバック
- 第927話（2017年4月21日）- 第1163話（2023年1月7日）
  - 画面左下で、しんのすけが指で秒読みの合図を送る。
  - 第939話 - 第1163話はしんのすけの『3、2、1、どうぞ』の声が入る（第974話を除く）。
- 第1074話（2021年3月20日）[X 31] - 第1163話（2023年1月7日）
  - サブタイトルの周りで、みさえがしんのすけを追い掛けている（主にみさえが登場する回で使用）。紫色と水色の文字となっている。
  - 横を向いたボーちゃん、ネネちゃん、しんのすけ、風間くん、マサオくんが順に登場して、しんのすけが風間くんの耳に息を吹き掛ける（主にかすかべ防衛隊が中心となる回で使用）。
- 第1113話（2022年1月8日）[X 32] -  第1162話（2022年12月24日）
  - しんのすけ、みさえ、ひろし、ひまわり、30周年ロゴの順でパネルが回って行く。
  - しんのすけ、風間くん&ボーちゃん、マサオくん&ネネちゃん、シロ、30周年ロゴの順でパネルが回って行く。

#### 連続エピソードで使用されている（いた）サブタイトルバック
- フリースタイルしんちゃんシリーズ（2022年1月8日 - ）
  - ひび割れた地面のような背景の上にサブタイトルを「フリースタイルしんちゃん（改行）カスカベのラッパー!!（改行）<話数>」と表示。
  - また、フリースタイルしんちゃんのイは、マイクになっている。
- せましおじさんご結婚シリーズ（2024年1月6日 - 2024年6月1日[X 33]）
  - 手紙のような背景の上に野菜が描かれ、サブタイトルは「せましおじさんご結婚シリーズ（改行）<サブタイトル>」と表示。
  - また、「せましおじさんの結婚式だゾ」では、作中に登場した。

#### 映画期間に使用されるサブタイトルバック
- 第1240話（2024年7月6日）- 第1252話（2024年9月28日）
  - 恐竜の姿の風間くん、ネネちゃん、マサオくん、ボーちゃん、しんのすけの順でパネルが回って行く（主にかすかべ防衛隊が中心となる回で使用）。

### 話中に登場するミニゲーム
- 隠れチョコビを探せ!（第1257話[X 34] - ）（2024年11月2日 - ）
  - 3つの話の中から1つの話のどこかにチョコビがある。また、チョコビの場所の答えはCパートが終わった後に発表となる。
  - 尺の都合上、このミニゲームがない場合もある（映画予告が流された2025年3月1日放送分、2025年5月31日放送分）。

## 放送局・配信元

### 日本国内での放送
| 放送期間                                                                         | 放送時間                                                                   | 放送局                                                  | 対象地域 |
| -------------------------------------------------------------------------------- | -------------------------------------------------------------------------- | ------------------------------------------------------- | -------- |
| 2019年10月5日 -                                                                  | 土曜 16:30 - 17:00                                                         | テレビ朝日（制作局）ほか テレビ朝日系列フルネット全24局 | 日本国内 |
| 不明                                                                             | 月曜 - 金曜 7:00 - 7:30 月曜 - 木曜 18:00 - 19:00 土曜・日曜 20:00 - 21:00 | テレ朝チャンネル1 ドラマ・バラエティ・アニメ            | 日本全域 |
|                                                                                  | 土曜 7:00 - 10:00                                                          | テレ朝チャンネル2 ニュース・情報・スポーツ              | 日本全域 |
|                                                                                  | 不定期放送                                                                 | キッズステーション                                      | 日本全域 |
| 全局で字幕放送実施。テレビ朝日系列（地上波）では解説放送、連動データ放送も実施。 |                                                                            |                                                         |          |

- 北海道テレビでは土曜放送枠移動後、『HTBカップ国際スキージャンプ競技大会』の中継日は後日遅れネットとなる。
- 朝日放送テレビ[注 116]では土曜の放送へ枠移動後、全国高校野球選手権大会中継放送時は後日遅れネットとなり、当日放送分については翌週（もしくは別日に移行）に、その翌週以降の放送分は別日に移行して放送される。
- この2局以外でも特別番組や高校野球の地方大会決勝などで後日遅れネットとなる場合がある。

### ネット配信
- 2022年7月2日放送分より、TVer、ABEMA、テレ朝動画で見逃し配信を開始。当日の放送分が地上波放送終了後に一週間限定で配信される[83]。

| 配信期間       | 配信時間        | 配信サイト            | 備考 |
| -------------- | --------------- | --------------------- | --- |
| 2022年7月2日 - | 土曜 17:00 更新 | TVer ABEMA テレ朝動画 | 最新話限定で無料配信(ただし、TVerではたまに期間限定で傑作選を配信する場合もある。その際は最新話とはまた区別された期間内で配信。) |

- また見逃し配信とは別にテレ朝動画[84]、dアニメストア[85]、Hulu[86]、Amazon Prime Video[87]、Netflix[88]、ABEMA、U-NEXTでは、過去のテレビアニメ・劇場版アニメを配信されている。ただし、テレビアニメ版は本編のみの配信でオープニング・エンディングはカットされている[注 117]。

- 2023年2月25日からはYouTubeで「【アニメ】クレヨンしんちゃん公式チャンネル」を開設[89]。1992年4月の放送開始から2005年4月までに放送された傑作エピソードをHDデジタルリマスター版で配信されている[90]。

### 過去のネット局
系列は現在の系列。◎はテレビ朝日系新局開局やネットチェンジにより終了した局。
| 放送対象地域   | 放送局             | 系列                                         | 備考                                                                          | 脚注                             |
| -------------- | ------------------ | -------------------------------------------- | ----------------------------------------------------------------------------- | -------------------------------- |
| 岩手県         | IBC岩手放送（IBC） | TBS系列                                      | ◎1996年3月打ち切り 1996年4月から9月までは岩手県では未放送                     | [ 注 118 ] [ 注 119 ]            |
| 秋田県         | 秋田放送（ABS）    | 日本テレビ系列                               | ◎1992年9月27日まで                                                            | [ 注 120 ]                       |
| 山形県         | 山形放送（YBC）    | 日本テレビ系列                               | ◎1993年3月29日まで 1993年3月まではテレビ朝日系列とのクロスネット局            | [ 注 121 ]                       |
| 山梨県         | 山梨放送（YBS）    | 日本テレビ系列                               | 1992年5月17日にネット開始 2006年4月打ち切り                                   | [ 注 122 ]                       |
| 富山県         | 北日本放送（KNB）  | 日本テレビ系列                               | 1993年夏の集中放送を経て 同年9月6日より正式にネット開始 2006年3月27日打ち切り | [ 注 123 ]                       |
| 福井県         | 福井放送（FBC）    | 日本テレビ系列                               | 1993年1月26日にネット開始 2009年4月24日打ち切り                               | [ 注 125 ]                       |
| 鳥取県・島根県 | 山陰放送（BSS）    | TBS系列                                      | 1993年1月にネット開始 2000年9月打ち切り                                       | [ 注 126 ]                       |
| 徳島県         | 四国放送（JRT）    | 日本テレビ系列                               | 2004年3月打ち切り                                                             | [ 注 127 ] [ 注 128 ] [ 注 129 ] |
| 愛媛県         | 南海放送（RNB）    | 日本テレビ系列                               | ◎1995年3月まで                                                                | [ 注 130 ]                       |
| 高知県         | 高知放送（RKC）    | 日本テレビ系列                               | 2002年3月打ち切り                                                             | [ 注 131 ]                       |
| 宮崎県         | テレビ宮崎（UMK）  | フジテレビ系列 日本テレビ系列 テレビ朝日系列 | 2015年3月13日打ち切り                                                         | [ 注 132 ]                       |
| 沖縄県         | 琉球放送（RBC）    | TBS系列                                      | ◎1993年4月から 1995年9月まで                                                  | [ 注 133 ]                       |
| 日本全域       | BS朝日             | テレビ朝日系列                               | 2020年4月3日にネット開始 2023年9月29日に打ち切り                              |                                  |

## 映像ソフト
テレビ版については、VHSとDVDで「クレヨンしんちゃんTV版傑作選 第○期シリーズ」の名称で発売（DVD版第1期シリーズ、第2期シリーズを除く）。
いずれも発売元はシンエイ動画、販売元はバンダイビジュアル→バンダイナムコアーツ→バンダイナムコフィルムワークス。ただし、「嵐を呼ぶイッキ見!!!シリーズ」のみ発売元・販売元は双葉社。傑作選と銘打っているが実際にはほぼすべてのエピソードが収録されていて、主に既成曲が使用された一部のエピソード（C.C.ガールズやサザンオールスターズの曲）が権利上の問題から未収録となっている（既成曲が使われてない回の未収録も多い）。
第1期シリーズは当初VHSのみでのリリースであったが、2012年に放映開始20周年を記念して「1年目シリーズ」「2年目シリーズ」の名称でDVD化された。また、DVD版では、第2期シリーズは、「クレヨンしんちゃんTV版傑作選」という名称で発売された。そのためDVD版では、第1期シリーズ、第2期シリーズという名称はない。VHS第3期シリーズ以降がDVD化される際は「DVD第◯期シリーズ」としてVHS同様のナンバリングとなっている。
テレビ版では上記シリーズの他に、テレビのスペシャル回などで放送されたエピソードをまとめた「クレヨンしんちゃんスペシャル」シリーズも販売されている。「TV版傑作選」と「スペシャル」でエピソードの重複収録はない。ひまわり誕生エピソードはスペシャル回放送であったが、前後の通常回との整合性もあり「TV版傑作選」に収録されている。
この他、2011年には「TV版傑作選」と「スペシャル」の中から塩沢兼人が演じたぶりぶりざえもんが登場する話を全て収録した「クレヨンしんちゃん ぶりぶりざえもん ほぼこんぷりーと」が発売、1992年度の放送回を収録したメモリアルボックスが限定発売されている。2012年には視聴者投票で選ばれた話をテーマ別に収録した「TVアニメ20周年記念　クレヨンしんちゃん　みんなで選ぶ名作エピソード」（全6巻）、「嵐を呼ぶイッキ見!!!シリーズ」が発売。
2014年から2022年まではその年の劇場版で活躍したキャラクターもしくはテーマに因んだ話を選んだ「クレヨンしんちゃん きっとベスト☆」が発売されている。
テレビ版のシーズン区切りを以下に示す。
- 第1期：第1話（1992年4月13日放送） - 第83話（1994年1月31日放送）（VHS全24巻）（DVDでは「1年目シリーズ」「2年目シリーズ」の名称で展開）
- 第2期：第84話（1994年2月7日放送） - 第169話（1995年12月4日放送）[注 135]（VHS・DVD全24巻）（DVDではクレヨンしんちゃんTV版傑作選という名称で展開）
- 第3期：第170話（1995年12月11日放送） - 第248話（1997年9月26日放送）（VHS・DVD全24巻）
- 第4期：第249話（1997年10月17日放送） - 第330話（1999年8月27日放送）（VHS・DVD全24巻）
- 第5期：第333話（1999年9月17日放送） - 第436話（2002年5月18日放送）（VHS・DVD全24巻）
- 第6期：第437話（2002年5月25日放送） - 第479話（2003年8月2日放送）（VHS・DVD全12巻）
- 第7期：第479話（2003年8月2日放送） - 第517話（2005年1月7日放送）（DVD全12巻）
- 第8期：第518話（2005年1月14日放送） - 第636話（2008年7月18日放送）（DVD全24巻）
- 第9期：第637話（2008年7月25日放送） - 第698話（2010年4月30日放送）（DVD全12巻）
- 第10期：第698話（2010年4月30日放送） - 第764話（2012年3月9日放送）（DVD全12巻）
- 第11期：第764話（2012年3月9日放送） - 第821話（2014年2月7日放送）（DVD全12巻）
- 第12期：第822話（2014年2月14日放送） - 第881話（2015年12月11日放送）（DVD全12巻）
- 第13期：第882話（2015年12月18日放送） - 第937話（2017年7月7日放送）（DVD全12巻）
- 第14期：第938話（2017年7月14日放送） - 第969話（2018年6月29日放送）（DVD全7巻）
- 第15期：第970話（2018年7月6日放送） - 第1096話（2021年9月4日放送）（DVD全24巻）
- 第16期：第1097話（2021年9月11日放送） -

### その他の映像ソフト

#### みんなで選ぶ名作エピソードシリーズ
| タイトル                                                                              | 発売年 | 発売日  | 規格品番  | 収録話数 | 備考 |
| ------------------------------------------------------------------------------------- | ------ | ------- | --------- | -------- | ---- |
| TVアニメ20周年記念 クレヨンしんちゃん みんなで選ぶ名作エピソード おさわがせ爆笑編     | 2012年 | 2月24日 | BCBA-4237 | 10話     |      |
| TVアニメ20周年記念 クレヨンしんちゃん みんなで選ぶ名作エピソード きゅんきゅん癒し編   | 2012年 | 2月24日 | BCBA-4238 | 10話     |      |
| TVアニメ20周年記念 クレヨンしんちゃん みんなで選ぶ名作エピソード ほんわか感動編       | 2012年 | 2月24日 | BCBA-4239 | 10話     |      |
| TVアニメ20周年記念 クレヨンしんちゃん みんなで選ぶ名作エピソード ひと味ちがう必見編   | 2012年 | 2月24日 | BCBA-4240 | 10話     |      |
| TVアニメ20周年記念 クレヨンしんちゃん みんなで選ぶ名作エピソード ふるえる恐怖編       | 2012年 | 2月24日 | BCBA-4241 | 10話     |      |
| TVアニメ20周年記念 クレヨンしんちゃん みんなで選ぶ名作エピソード ひまわり＆シロ誕生編 | 2012年 | 2月24日 | BCBA-4242 | 10話     |      |

#### きっとベスト☆シリーズ
| タイトル                                                        | 発売年 | 発売日   | 規格品番  | 収録話数 | 備考                                                |
| --------------------------------------------------------------- | ------ | -------- | --------- | -------- | --------------------------------------------------- |
| クレヨンしんちゃん ぶりぶりざえもん ほぼこんぷりーと            | 2011年 | 7月11日  | BCBA-4135 | 30話     |                                                     |
| クレヨンしんちゃん きっとベスト☆濃縮!風間トオル                 | 2014年 | 4月25日  | BCBA-4610 | 33話     |                                                     |
| クレヨンしんちゃん きっとベスト☆凝縮!野原ひろし                 | 2014年 | 4月25日  | BCBA-4609 | 30話     | 「ガチンコ!逆襲のロボとーちゃん」公開記念。         |
| クレヨンしんちゃん きっとベスト☆密着!カスカベ脱出               | 2015年 | 3月27日  | BCBA-4692 | 32話     | 「オラの引越し物語 サボテン大襲撃」公開記念。       |
| クレヨンしんちゃん きっとベスト☆熟睡!夢見るカスカベ             | 2016年 | 4月5日   | BCBA-4764 | 32話     | 「爆睡!ユメミーワールド大突撃」公開記念。           |
| クレヨンしんちゃん きっとベスト☆遭遇!おニュ～なお友だち         | 2017年 | 4月5日   | BCBA-4827 | 30話     | 「襲来!宇宙人シリリ」公開記念。                     |
| クレヨンしんちゃん きっとベスト☆特盛!佐藤マサオ                 | 2018年 | 4月5日   | BCBA-4884 | 30話     | 「爆盛!カンフーボーイズ～拉麺大乱～」公開記念。     |
| クレヨンしんちゃん きっとベスト☆冒険!ひろし＆みさえ             | 2019年 | 4月5日   | BCBA-4942 | 30話     | 「新婚旅行ハリケーン ～失われたひろし～」公開記念。 |
| クレヨンしんちゃん きっとベスト☆爆発!しんちゃん画伯のラクガキ帳 | 2020年 | 4月3日   | BCBA-4984 | 30話     | 「激突!ラクガキングダムとほぼ四人の勇者」公開記念。 |
| クレヨンしんちゃん きっとベスト☆忠犬!ふわふわシロ               | 2020年 | 10月28日 | BCBA-5014 | 30話     |                                                     |
| クレヨンしんちゃん きっとベスト☆疾走!忍者しんのすけの巻         | 2022年 | 4月6日   | BCBA-5119 | 33話     | 「もののけニンジャ珍風伝」公開記念。                |

#### 嵐を呼ぶイッキ見!!!シリーズ
| No.  | タイトル                                                     | 発売年 | 発売日   | ISBN                   | 収録話数 | 備考 | 出典      |
| ---- | ------------------------------------------------------------ | ------ | -------- | ---------------------- | -------- | --- | --------- |
| 1    | クレヨンしんちゃんvol.0                                      | 2012年 | 4月12日  | ISBN 978-4-575-79049-8 | 20話     | 1996年に放送された話の中からの傑作選。 おまけとしてOPの「オラはにんきもの」、「パカッポでGO!」が収録されている。                                          | [ 双 10 ] |
| 2    | シロもひまわりを見守ってるゾ編                               | 2012年 | 8月9日   | ISBN 978-4-575-79051-1 | 20話     | 1997年前半に放送された話の中からの傑作選。 おまけとしてOPの「動物園は大変だ」、「夢のENDはいつも目覚まし!」が収録されている。                             | [ 双 11 ] |
| 3    | オラのお仲間! ! なかよしカスカベ防衛隊編                     | 2012年 | 12月14日 | ISBN 978-4-575-79052-8 | 20話     | 1997年後半に放送された話の中からの傑作選。 おまけとしてOPの「オラはにんきもの」、「年中夢中"I WANT YOU"」が収録されている。                               | [ 双 12 ] |
| 4    | ぐるぐるぐるっとオラはとってもグルメだゾ編                   | 2013年 | 4月12日  | ISBN 978-4-575-79056-6 | 20話     | 1997年後半から1998年中盤までに放送された話の中からの傑作選。 おまけとしてOPの「とべとべおねいさん」、EDの「月灯りふんわり落ちてくる夜」が収録されている。 | [ 双 13 ] |
| 5    | 夏だ! プールだ! 太陽だ! あのコの水着がまぶしいゾ編           | 2013年 | 7月24日  | ISBN 978-4-575-79057-3 | 21話     | 1998年中盤に放送された話の中からの傑作選。 「SHIN-MEN」も1話収録されている。                                                                              | [ 双 14 ] |
| 6    | とーちゃん、かーちゃん、ヒマにシロ! オラの自慢の家族だゾ編   | 2013年 | 12月13日 | ISBN 978-4-575-79059-7 | 20話     | 1998年後半に放送された話の中からの傑作選。 | [ 双 15 ] |
| 7    | イケイケGOGO発進だ! !無敵のカンタムロボ編                    | 2014年 | 4月4日   | ISBN 978-4-575-79061-0 | 20話     | | [ 双 16 ] |
| 8    | ビビるな、もっと強くなれ! 泣き虫マサオくん編                 | 2014年 | 7月11日  | ISBN 978-4-575-79062-7 | 20話     | | [ 双 17 ] |
| 9    | じいちゃん見て見て! オラ、こんなに成長したゾ編               | 2014年 | 12月12日 | ISBN 978-4-575-79062-7 | 20話     | | [ 双 18 ] |
| 10   | We loveかすかべ! ! せまいながらも楽しいワガヤ編              | 2015年 | 4月17日  | ISBN 978-4-575-79066-5 | 20話     | | [ 双 19 ] |
| 11   | やっぱり大好き 最強! !オラの母ちゃん編                       | 2015年 | 7月17日  | ISBN 978-4-575-79069-6 | 20話     | | [ 双 20 ] |
| 12   | 頑張れ! !オラのヒーロー・アクション仮面編                    | 2015年 | 9月11日  | ISBN 978-4-575-79070-2 | 20話     | | [ 双 21 ] |
| 13   | 第6のかすかべ防衛隊? わたくしが酢乙女あいですわ編            | 2015年 | 12月11日 | ISBN 978-4-575-79072-6 | 20話     | | [ 双 22 ] |
| 14   | 夢なら今すぐ覚めてくれ! !野原家大爆発編                      | 2016年 | 4月15日  | ISBN 978-4-575-79077-1 | 20話     | | [ 双 23 ] |
| 15   | ご近所さんは変人ぞろい!? 第二のわが家・またずれ荘編          | 2016年 | 7月8日   | ISBN 978-4-575-79079-5 | 20話     | | [ 双 24 ] |
| 16   | ケンカするほど仲がいい? オラの親友・風間くん編               | 2016年 | 9月16日  | ISBN 978-4-575-79088-7 | 20話     | | [ 双 25 ] |
| 17   | やっとおウチが出来ました! ずっとシロと一緒だゾ編             | 2016年 | 12月9日  | ISBN 978-4-575-79093-1 | 20話     | | [ 双 26 ] |
| 18   | 宇宙レベルの騒がしさ! ! ご近所めーわく野原一家編             | 2017年 | 3月22日  | ISBN 978-4-575-79095-5 | 20話     | | [ 双 27 ] |
| 19   | やって来ました九州へ!楽し騒がし家族旅行編                    | 2017年 | 3月22日  | ISBN 978-4-575-79106-8 | 20話     | | [ 双 28 ] |
| 20   | 男・野原ひろし!俺が一家の大黒柱だぞ編                        | 2017年 | 9月26日  | ISBN 978-4-575-79106-8 | 20話     | | [ 双 29 ] |
| 21   | われらカスカベ防衛隊!春日部の街をお守りするゾ編              | 2017年 | 12月22日 | ISBN 978-4-575-79116-7 | 20話     | | [ 双 30 ] |
| 22   | 今日からボクは男前!ひと味ちがう 佐藤マサオ編                 | 2018年 | 4月13日  | ISBN 978-4-575-79124-2 | 20話     | | [ 双 31 ] |
| 23   | 恐怖! ! ネネちゃんのウサギがしゃべったゾ編                   | 2018年 | 7月27日  | ISBN 978-4-575-79132-7 | 20話     | | [ 双 32 ] |
| 24   | おてんばだけど...ひまはとってもかわいいゾ編                  | 2018年 | 9月21日  | ISBN 978-4-575-79134-1 | 20話     | | [ 双 33 ] |
| 25   | おやつは子供のエネルギー! ! ケーキがオラを待ってるゾ編       | 2018年 | 12月21日 | ISBN 978-4-575-79137-2 | 18話     | | [ 双 34 ] |
| 26   | 父の威厳は丸つぶれ! ! 失われたひろしだゾ編                   | 2019年 | 4月19日  | ISBN 978-4-575-79142-6 | 18話     | | [ 双 35 ] |
| 27   | 母ちゃんオラを止めないで! 家出はオトナの第一歩編             | 2019年 | 7月26日  | ISBN 978-4-575-79150-1 | 18話     | | [ 双 36 ] |
| 28   | かしこさ野原家NO.1!? あいつはスーパーシロだワン編            | 2019年 | 9月20日  | ISBN 978-4-575-79154-9 | 16話     | | [ 双 37 ] |
| 29   | ひまわり、それは舐めちゃダメ! ! シリマルダシはお尻が命だゾ編 | 2019年 | 12月20日 | ISBN 978-4-575-79159-4 | 16話     | | [ 双 38 ] |
| 30   | オラはやっぱりフリーダム! いつでもどこでも書いちゃうゾ編     | 2020年 | 4月17日  | ISBN 978-4-575-79165-5 | 16話     | | [ 双 39 ] |
| 31   | しいぞう先生はぶ熱いゾ! ! ふたば幼稚園ファイヤー編           | 2020年 | 7月27日  | ISBN 978-4-575-79172-3 | 16話     | | [ 双 40 ] |
| 32   | 激突! ! ふたば幼稚園! ひまわり組プチファイヤーポだゾ編       | 2020年 | 9月11日  | ISBN 978-4-575-79174-7 | 16話     | | [ 双 41 ] |
| 33   | オラをスキーに連れてって! 真冬の恋は絶好調だゾ編             | 2020年 | 12月22日 | ISBN 978-4-575-79177-8 | 16話     | | [ 双 42 ] |
| 番外 | 家族連れ狼                                                   | 2021年 | 3月19日  | ISBN 978-4-575-79180-8 | 13話     | | [ 双 43 ] |
| 34   | 天下統一! 花の埼玉紅さそり隊だゾ編                           | 2021年 | 4月16日  | ISBN 978-4-575-79181-5 | 16話     | | [ 双 44 ] |
| 35   | あれは真夏のミステリー!? ひまわり組最強伝説だゾ編            | 2021年 | 7月30日  | ISBN 978-4-575-79187-7 | 16話     | | [ 双 45 ] |
| 番外 | エイリアンvs.しんのすけ                                      | 2021年 | 9月16日  | ISBN 978-4-575-79189-1 | 13話     | | [ 双 46 ] |
| 36   | 5歳じゃなくても大暴れ! 2歳のオラも嵐を呼ぶゾ!編              | 2021年 | 12月16日 | ISBN 978-4-575-79194-5 | 16話     | | [ 双 47 ] |
| 37   | オラは誰の子?ひろしとみさえの子!編                           | 2022年 | 4月14日  | ISBN 978-4-575-79195-2 | 16話     | 『もののけニンジャ珍風伝』公開記念。 | [ 双 48 ] |
| 38   | オラはオラで良かったゾ!家族と幸せいっぱい編                  | 2022年 | 7月27日  | ISBN 978-4-575-79203-4 | 16話     | | [ 双 49 ] |
| 39   | 漢・野原銀の介!オラの父ちゃんの父ちゃんだゾ編                | 2022年 | 9月15日  | ISBN 978-4-575-79206-5 | 16話     | | [ 双 50 ] |
| 40   | へ?しり?オラのおケツはナンバーワンだゾ!編                    | 2022年 | 12月22日 | ISBN 978-4-575-79207-2 | 16話     | | [ 双 51 ] |
| 番外 | おもちゃウォーズ                                             | 2023年 | 3月23日  | ISBN 978-4-575-79208-9 | 13話     | | [ 双 52 ] |
| 41   | 青春ラ・ラ・ラ! カスカベの春はオ・ラ・ラだゾ!編              | 2023年 | 4月26日  | ISBN 978-4-575-79209-6 | 16話     | | [ 双 53 ] |
| 42   | 飛べ飛べ!エスパー兄妹よ! ! 超能力は超強力だゾ!編             | 2023年 | 7月26日  | ISBN 978-4-575-79216-4 | 16話     | 『超能力大決戦 〜とべとべ手巻き寿司〜』公開記念。 | [ 双 54 ] |
| 43   | みさえのふるさと!もっともーっとクマもっとだゾ!編             | 2023年 | 9月21日  | ISBN 978-4-575-79217-1 | 16話     | | [ 双 55 ] |
| 44   | 愛があるから恋しちゃう♡オラは恋愛じょうずだゾ!編             | 2023年 | 12月20日 | ISBN 978-4-575-79218-8 | 16話     | | [ 双 56 ] |
| 番外 | お・お・お・のしんのすけ                                     | 2024年 | 3月21日  | ISBN 978-4-575-79221-8 | 13話     | | [ 双 57 ] |
| 45   | ジェントルだけど情熱家・・・謎めき5歳児・ボーちゃん編        | 2024年 | 4月17日  | ISBN 978-4-575-79222-5 | 16話     | | [ 双 58 ] |
| 46   | 思い出いっぱい! オラたちの旅行日記編                         | 2024年 | 7月25日  | ISBN 978-4-575-79223-2 | 16話     | 『オラたちの恐竜日記』公開記念。 | [ 双 59 ] |
| 47   | シロがいるからオラもいる! やっとおウチに帰れるゾ編           | 2024年 | 9月19日  | ISBN 978-4-575-79225-6 | 16話     | | [ 双 60 ] |
| 48   | ワニ山さんが呼んでいる! チョコビは夢を叶えるゾ!編            | 2024年 | 12月18日 | ISBN 978-4-575-79226-3 | 16話     | | [ 双 61 ] |
| 49   | 先生いつもありがとう! みんなの学び舎・ふたば幼稚園編         | 2025年 | 3月24日  | ISBN 978-4-575-79227-0 | 16話     | | [ 双 62 ] |
| 50   | 超華麗! ワンダーリングで最強カスカベ防衛隊?だゾ編            | 2025年 | 7月25日  | ISBN 978-4-575-79231-7 | 16話     | 『超華麗!灼熱のカスカベダンサーズ』公開記念。 | [ 双 63 ] |

#### その他
| タイトル                                                             | 発売年 | 発売日  | 規格品番  | 収録話数 | 備考 |
| -------------------------------------------------------------------- | ------ | ------- | --------- | -------- | ---- |
| TVアニメ20周年記念 クレヨンしんちゃん DVDメモリアルボックス1992-1993 | 2011年 | 7月22日 | BCBA-4136 | 139話    |      |

## アルバム

### キャラクターソング
|     | 発売日         | タイトル                                         | 規格 | 規格品番     | 発売元                                   |
| --- | -------------- | ------------------------------------------------ | ---- | ------------ | ---------------------------------------- |
| 1st | 1993年8月10日  | クレヨンしんちゃん                               | CD   | WPCL-783     | ワーナーミュージック・ジャパン           |
| 2nd | 1993年11月28日 | クレヨンしんちゃん クリスマス&お正月             | CD   | WPCL-810     | ワーナーミュージック・ジャパン           |
| 3rd | 1993年11月28日 | クレヨンしんちゃん2                              | CD   | WPC6-8046    | WEA JAPAN                                |
| 4th | 1995年7月10日  | クレヨンしんちゃん3                              | CD   | WPC6-8131    | WEA JAPAN                                |
| 5th | 1997年4月10日  | クレヨンしんちゃん4〜ひまわりちゃん誕生記念!!    | CD   | AMCM-4287    | イーストウェスト・ジャパン               |
| 6th | 2001年10月30日 | クレヨンしんちゃん どうようきけばぁ〜            | CD   | KICG-2040    | キングレコード                           |
| 7th | 2005年2月23日  | クレヨンしんちゃん キャラクター・ソング・ベスト! | CD   | COCX-33076/7 | コロムビアミュージックエンタテインメント |

### 主題歌CD
|     | 発売日         | タイトル                                                                     | 規格 | 規格品番     | 発売元                                   |
| --- | -------------- | ---------------------------------------------------------------------------- | ---- | ------------ | ---------------------------------------- |
| 1st | 1996年2月10日  | おてんこもり テレビ朝日系アニメ「クレヨンしんちゃん」テーマソング集          | CD   | WPC6-8172    | WEA JAPAN                                |
| 2nd | 2000年12月21日 | ザ・ミレニアム・オブ クレヨンしんちゃん ベスト・ヒット・シングル・ヒストリー | CD   | KICA-1243    | キングレコード                           |
| 3rd | 2003年2月21日  | クレヨンしんちゃん スーパー・ベスト30曲入りだゾ                              | CD   | COCX-32115/6 | コロムビアミュージックエンタテインメント |
| 4th | 2009年1月21日  | クレヨンしんちゃん TV・映画 主題歌集だゾ                                     | CD   | COCX-35371/2 | コロムビアミュージックエンタテインメント |
| 5th | 2013年7月31日  | クレヨンしんちゃん主題歌CD 〜きかなきゃソン、ソン、そんぐfor you〜           | CD   | COCX-38134   | コロムビアミュージックエンタテインメント |
| 6th | 2022年11月30日 | プリッと!こんぷりーと クレヨンしんちゃん30周年記念テーマソング集             | CD   | COCX-41902/5 | コロムビアミュージックエンタテインメント |

### サウンドトラック
|     | 発売日        | タイトル                                                         | 規格 | 規格品番     | 発売元                                   |
| --- | ------------- | ---------------------------------------------------------------- | ---- | ------------ | ---------------------------------------- |
| 1st | 2003年6月18日 | 映画 クレヨンしんちゃん 嵐を呼ぶ モーレツ!サウンドトラック大全集 | CD   | COCX-32232/3 | コロムビアミュージックエンタテインメント |

## 映画

### 概要
配給は一貫して東宝が行っており、第1作『アクション仮面VSハイグレ魔王』を公開するにあたって東宝・東映・松竹の3社からオファーがあり、『ドラえもん』での実績があるという理由で東宝に決定したものである。第1作・第29作・番外作・第31作以降は夏休み、第2作から第27作・第30作はゴールデンウィーク前、第28作は秋期に東宝邦画系で公開されている。第5作から第30作までは基本的に同じく東宝系の『名探偵コナン』（東宝洋画系）と公開時期が近く、第26作までは一部の作品を除き同一の公開日に設定されていた。
内容は主に野原家の面々やかすかべ防衛隊が悪の組織、もしくはそれに準ずる悪人達と敵対するという物が多い。初期の3作品及び第28作・番外作は臼井の原作漫画を原案としているが、第4作以降は第28作・番外作を除き映画オリジナルストーリーとなっている。初期の3作品のタイトルは臼井が直々に命名した。TVアニメシリーズが比較的、日常生活の一端を描いているのに対して映画ではタイムトラベルのような非現実的な展開を制限しない傾向がある。
邦画アニメでは『ドラえもん』『それいけ!アンパンマン』に次ぐ長寿映画シリーズであり、「1年もブランクがなく、1年に1本のペースで世に送り出し続けて公開している映画」としては最長寿である。
制作スケジュールが他の映画作品と比べて非常に短く、初期の作品では脚本と並行して絵コンテから作業を始めていた。第13作『伝説を呼ぶブリブリ 3分ポッキリ大進撃』以降の作品では、複数の脚本家と絵コンテマンが参加している。
監督は長年、連続で2年以上担当して交代という方式がとられていた（第16作は除く）が、2013年から2019年までは橋本昌和と髙橋渉が1年おきに交代で監督を担当するようになっていた。
オープニングアニメーションは第1作『アクション仮面VSハイグレ魔王』のみアニメ版同様のものを使用していたが、第2作『ブリブリ王国の秘宝』から第30作『もののけニンジャ珍風伝』までは、クレイアニメーターの石田卓也がねんどアニメを制作している。第28作『激突!ラクガキングダムとほぼ四人の勇者』ではねんどアニメはエンディングに使用され、オープニングアニメーションは本編と接続した専用の映像が使用されている。オープニング曲は上映される時期にアニメ版で使用されているものが使用されている（ただし、第12作『嵐を呼ぶ!夕陽のカスカベボーイズ』では「オラはにんきもの」が使用された）。また、番外作では、オープニング曲が使用されていないため、ねんどアニメもない。なお、「動物園は大変だ」「夢のENDはいつも目覚まし!」「Hey baby!」は一切使用されていない。
また、『超能力大決戦 〜とべとべ手巻き寿司〜』は、番外作扱いとなっており、第31作『オラたちの恐竜日記』の公式サイトやニュース記事などで『オラたちの恐竜日記』が第31作と表現されている。
テレビ放送では、2007年に放送された『クレヨンしんちゃん 伝説を呼ぶ 踊れ!アミーゴ!』以降、オープニング・エンディングと本編の一部シーンをカットして放送されるようになっていたが、2014年に放送された『クレヨンしんちゃん バカうまっ!B級グルメサバイバル!!』以降は、本編はノーカットで放送され、オープニングがカットされていた。2015年以降は2019年に放送された『クレヨンしんちゃん 爆盛!カンフーボーイズ～拉麺大乱～』を除き、オープニングもノーカット、エンディングは2014年同様、短く編集して放送された。2022年以降はオープニングは省略されエンディングはスタッフロールを流し主題歌を一部流すものへ変更となった。また、第14作「クレヨンしんちゃん 伝説を呼ぶ 踊れ!アミーゴ」以降の中では唯一第28作『激突!ラクガキングダムとほぼ四人の勇者』のみテレビ放送されていない。
2015年から2018年までは『ドラえもん・クレヨンしんちゃん 春だ!映画だ!3時間アニメ祭り』内で放送されていた。
2009年には、第10作『嵐を呼ぶ アッパレ!戦国大合戦』を原案とした山崎貴監督の実写映画「BALLAD 名もなき恋のうた」が公開された。
『爆盛!カンフーボーイズ〜拉麺大乱〜』からは日曜午前10時からの枠で放送されるなど、全国放送されなくなるケースが目立つようになる（『新婚旅行ハリケーン 〜失われたひろし〜』は土曜日のゴールデンタイムに放送）。2023年は同時ネット局が激減し、大半の系列局が遅れネットとなった。なお、テレビ放送の場合はシンエイ動画、ADK、双葉社は制作協力になっているが、テレビ朝日は自主制作の制作著作方式になっている。
第20作『嵐を呼ぶ!オラと宇宙のプリンセス』以降BD版が発売されており、それ以前の作品は長きに渡り未発売だったが、2022年12月23日より順次発売された。
ノベライズについては、第15作「嵐を呼ぶ 歌うケツだけ爆弾!」以降の作品は全てノベライズ版が発売されている。
コミカライズについては、第16作「ちょー嵐を呼ぶ 金矛の勇者」以降の作品、第1作「アクション仮面VSハイグレ魔王」から第4作「ヘンダーランドの大冒険」まで、第9作「嵐を呼ぶモーレツ!オトナ帝国の逆襲」、第10作「嵐を呼ぶアッパレ!戦国大合戦」は、コミカライズ版が発売されている。

### 受賞
第10作『嵐を呼ぶ アッパレ!戦国大合戦』は以下の賞を受賞した。
- 第6回文化庁メディア芸術祭・アニメーション部門大賞[104]
- 2002年度ニフティ映画大賞・邦画部門賞
- 2002年 第7回アニメーション神戸個人賞[105]
- 第57回毎日映画コンクールアニメーション映画賞[106]
- 東京国際アニメフェア2003・劇場部門優秀作品賞
- 東京国際アニメフェア2003・個人賞部門監督賞
- 第22回藤本賞[107]

第22作『ガチンコ!逆襲のロボとーちゃん』は以下の賞を受賞した。
- 第18回文化庁メディア芸術祭アニメーション部門優秀賞[108]

### 作品一覧
| No.  | タイトル                                                         | 公開日         | オープニングテーマ                                                                                 | エンディングテーマ                                               | 監督         | 脚本                        | 絵コンテ                                             | 演出                                                         | 作画 監督                             | キャラクター デザイン                          | ねんど アニメ | 声の特別出演                                          | 上映 時間 | 興行 収入 | 配給 収入 |
| ---- | ---------------------------------------------------------------- | -------------- | -------------------------------------------------------------------------------------------------- | ---------------------------------------------------------------- | ------------ | --------------------------- | ---------------------------------------------------- | ------------------------------------------------------------ | ------------------------------------- | ---------------------------------------------- | ------------- | ----------------------------------------------------- | --------- | --------- | --------- |
| 1    | アクション仮面VSハイグレ魔王                                     | 1993年 7月24日 | 「オラはにんきもの」 （歌：野原しんのすけ）                                                        | 「僕は永遠のお子様」 (歌：MEW）                                  | 本郷みつる   | もとひら了                  | 本郷みつる 原恵一                                    | 本郷みつる 原恵一                                            | 原勝徳 堤規至                         | 小川博司                                       | N/A           | N/A                                                   | 93分      | 22.2億円  | 12.5億円  |
| 2    | ブリブリ王国の秘宝                                               | 1994年 4月23日 | 「オラはにんきもの」 （歌：野原しんのすけ）                                                        | 「約束SEE YOU!」 （歌：岸恭子）                                  | 本郷みつる   | 本郷みつる 原恵一           | 本郷みつる 原恵一                                    | 原恵一                                                       | 原勝徳 堤規至                         | 原勝徳                                         | 石田卓也      | 小宮悦子                                              | 96分      | 20.6億円  | 10.7億円  |
| 3    | 雲黒斎の野望                                                     | 1995年 4月15日 | 「オラはにんきもの」 （歌：野原しんのすけ）                                                        | 「たすけてケスタ」 （歌：杉本幸子）                              | 本郷みつる   | 本郷みつる 原恵一           | 本郷みつる 原恵一                                    | 原恵一                                                       | 原勝徳 堤規至                         | 原勝徳                                         | 石田卓也      | N/A                                                   | 94分      | 14.2億円  | 7.5億円   |
| 4    | ヘンダーランドの大冒険                                           | 1996年 4月13日 | 「パカッポでGO!」 （歌：野原しんのすけ）                                                           | 「SIX COLORS BOY」 （歌：雛形あきこ）                            | 本郷みつる   | 本郷みつる 原恵一           | 本郷みつる 原恵一 湯浅政明                           | 原恵一                                                       | 原勝徳 堤規至                         | 原勝徳                                         | 石田卓也      | 雛形あきこ                                            | 97分      | 12億円    | 6.5億円   |
| 5    | 暗黒タマタマ大追跡                                               | 1997年 4月19日 | 「年中夢中"I WANT YOU"」 （歌：Puppy）                                                             | 「ひまわりの家」 （歌：財津和夫）                                | 原恵一       | 原恵一                      | 原恵一                                               | 水島努                                                       | 原勝徳 堤規至                         | 原勝徳                                         | 石田卓也      | 臼井義人                                              | 96分      | 11.3億円  | 5.8億円   |
| 6    | 電撃!ブタのヒヅメ大作戦                                          | 1998年 4月18日 | 「とべとべおねいさん」 （歌：野原しんのすけ&アクション仮面）                                       | 「PURENESS」 （歌：SHAZNA）                                      | 原恵一       | 原恵一                      | 原恵一                                               | 水島努                                                       | 原勝徳 堤規至                         | 原勝徳                                         | 石田卓也      | IZAM 臼井義人                                         | 99分      | 10.6億円  | 5.5億円   |
| 7    | 爆発!温泉わくわく大決戦                                          | 1999年 4月17日 | 「とべとべおねいさん」 （歌：野原しんのすけ&アクション仮面）                                       | 「いい湯だな」 （歌：野原一家&温泉わくわく'99）                  | 原恵一       | 原恵一                      | 原恵一 水島努                                        | 水島努                                                       | 原勝徳 堤規至 間々田益男              | 原勝徳                                         | 石田卓也      | 丹波哲郎 臼井義人                                     | 99分      | 9.4億円   | 5億円     |
| 短編 | クレしんパラダイス! メイド・イン・埼玉                           | 1999年 4月17日 | N/A                                                                                                | N/A                                                              | 水島努       | N/A                         | N/A                                                  | N/A                                                          | N/A                                   | N/A                                            | N/A           | N/A                                                   | 12分      | N/A       | N/A       |
| 8    | 嵐を呼ぶジャングル                                               | 2000年 4月22日 | 「とべとべおねいさん」 （歌：野原しんのすけ&アクション仮面）                                       | 「さよならありがとう」 （歌：小林幸子）                          | 原恵一       | 原恵一                      | 原恵一 水島努                                        | 水島努                                                       | 原勝徳 堤規至 間々田益男              | 原勝徳 湯浅政明                                | 石田卓也      | 小林幸子                                              | 88分      | 11億円    | N/A       |
| 9    | 嵐を呼ぶ モーレツ!オトナ帝国の逆襲                               | 2001年 4月21日 | 「ダメダメのうた」 （歌：LADY Q&野原しんのすけ&野原みさえ）                                        | 「元気でいてね」 （歌：小林幸子）                                | 原恵一       | 原恵一                      | 原恵一 水島努                                        | 水島努                                                       | 原勝徳 堤規至 間々田益男              | 原勝徳 末吉裕一郎                              | 石田卓也      | 関根勤 小堺一機                                       | 89分      | 14.5億円  | N/A       |
| 10   | 嵐を呼ぶ アッパレ!戦国大合戦                                     | 2002年 4月20日 | 「ダメダメのうた」 （歌：LADY Q&野原しんのすけ&野原みさえ）                                        | 「二中のファンタジー〜体育を休む女の子編〜」 （歌：ダンス☆マン） | 原恵一       | 原恵一                      | 原恵一 水島努                                        | 水島努                                                       | 原勝徳 間々田益男 大森孝敏            | 末吉裕一郎                                     | 石田卓也      | 雨上がり決死隊                                        | 95分      | 13億円    | N/A       |
| 11   | 嵐を呼ぶ 栄光のヤキニクロード （この作品からデジタル制作に移行） | 2003年 4月19日 | 「PLEASURE」 （歌：華原朋美）                                                                      | 「こんな時こそ焼肉がある」 (歌：のはら家オールスターズ)          | 水島努       | 水島努 原恵一               | 原恵一 水島努                                        | 高橋渉（演出助手）                                           | 原勝徳 間々田益男 大森孝敏 針金屋英郎 | 末吉裕一郎                                     | 石田卓也      | 華原朋美                                              | 88分      | 13.5億円  | N/A       |
| 12   | 嵐を呼ぶ!夕陽のカスカベボーイズ                                  | 2004年 4月17日 | 「オラはにんきもの」 （歌：野原しんのすけ）                                                        | 「○（マル）あげよう」 （歌：NO PLAN）                            | 水島努       | 水島努                      | 原恵一 水島努                                        | 高橋渉（演出助手）                                           | 原勝徳 間々田益男 大森孝敏 針金屋英郎 | 末吉裕一郎                                     | 石田卓也      | NO PLAN                                               | 96分      | 12.8億円  | N/A       |
| 13   | 伝説を呼ぶブリブリ 3分ポッキリ大進撃                             | 2005年 4月16日 | 「ユルユルでDE-O!」 （歌：野原しんのすけ）                                                         | 「Crayon Beats」 （歌：AI）                                      | ムトウユージ | ムトウユージ きむらひでふみ | ムトウユージ きむらひでふみ 増井壮一 原恵一 榎本明広 | 木野雄（演出助手） 平井峰太郎（演出助手）                    | 原勝徳 間々田益男 大森孝敏 針金屋英郎 | 原勝徳 末吉裕一郎                              | 石田卓也      | 村井国夫 坂井真紀 波田陽区 佐々木正洋                 | 88分      | 13億円    | N/A       |
| 14   | 伝説を呼ぶ 踊れ!アミーゴ!                                        | 2006年 4月15日 | 「ユルユルでDE-O!」 （歌：野原しんのすけ）                                                         | 「GO WAY!!」 （歌：倖田來未）                                    | ムトウユージ | もとひら了                  | ムトウユージ きむらひでふみ 増井壮一 平井峰太郎      | 平井峰太郎（演出助手）                                       | 原勝徳 間々田益男 大森孝敏 針金屋英郎 | 原勝徳                                         | 石田卓也      | 長州小力 セイン・カミュ                               | 96分      | 13.8億円  | N/A       |
| 15   | 嵐を呼ぶ 歌うケツだけ爆弾!                                       | 2007年 4月21日 | 「ユルユルでDE-O! 2007クレヨンフレンズVERSION」 （歌：野原しんのすけ&クレヨンフレンズ from AKB48） | 「Cry Baby」 （歌：SEAMO）                                       | ムトウユージ | やすみ哲夫                  | ムトウユージ 増井壮一 平井峰太郎                     | 石田暢                                                       | 原勝徳 間々田益男 大森孝敏 針金屋英郎 | 原勝徳 末吉裕一郎                              | 石田卓也      | 京本政樹 折井あゆみ 大島麻衣 今井優 浦野一美 野呂佳代 | 102分     | 15.5億円  | N/A       |
| 16   | ちょー嵐を呼ぶ 金矛の勇者                                        | 2008年 4月19日 | 「ユルユルでDE-O!」 （歌：野原しんのすけ）                                                         | 「人気者で行こう!」 （歌：DJ OZMA）                              | 本郷みつる   | 本郷みつる                  | 多田俊介 須間邪人 橋本昌和 本郷みつる                | 本郷みつる                                                   | 原勝徳 針金屋英郎                     | 原勝徳 末吉裕一郎 高倉佳彦 林静香              | 石田卓也      | 小島よしお                                            | 93分      | 12.3億円  | N/A       |
| 17   | オタケベ!カスカベ野生王国                                        | 2009年 4月18日 | 「ユルユルでDE-O!」 （歌：野原しんのすけ）                                                         | 「やんちゃ道」 （歌：ジェロ）                                    | しぎのあきら | 静谷伊佐夫                  | しぎのあきら 中村憲由                                | しぎのあきら                                                 | 原勝徳 針金屋英郎                     | 原勝徳 末吉裕一郎                              | 石田卓也      | ジェロ 山本高広                                       | 96分      | 10億円    | N/A       |
| 18   | 超時空!嵐を呼ぶオラの花嫁                                        | 2010年 4月17日 | 「ハピハピ」 （歌：ベッキー♪♯）                                                                    | 「オメデトウ」 （歌：mihimaru GT）                               | しぎのあきら | 横手美智子                  | しぎのあきら 高橋渉                                  | しぎのあきら 高橋渉                                          | 原勝徳 針金屋英郎                     | 原勝徳 大木銀太郎                              | 石田卓也      | 黒沢かずこ 椿鬼奴 近藤春菜 いとうあさこ はるな愛      | 99分      | 12.5億円  | N/A       |
| 19   | 嵐を呼ぶ黄金のスパイ大作戦                                       | 2011年 4月16日 | 「T.W.L」 （歌：関ジャニ∞）                                                                        | 「イエローパンジーストリート」 （歌：関ジャニ∞）                 | 増井壮一     | こぐれ京                    | 増井壮一 高橋渉 橋本昌和 しぎのあきら                | 増井壮一 高橋渉                                              | 原勝徳 大森孝敏 針金屋英郎            | 原勝徳 末吉裕一郎                              | 石田卓也      | 村上信五 大倉忠義                                     | 107分     | 12億円    | N/A       |
| 20   | 嵐を呼ぶ!オラと宇宙のプリンセス                                  | 2012年 4月14日 | 「希望山脈」 （歌：渡り廊下走り隊7）                                                               | 「少年よ 嘘をつけ!」 （歌：渡り廊下走り隊7）                     | 増井壮一     | こぐれ京                    | 増井壮一 高橋渉 誌村宏明 横山広行                    | 増井壮一 高橋渉                                              | 原勝徳 大森孝敏 針金屋英郎            | 原勝徳 末吉裕一郎                              | 石田卓也      | ココリコ 藤井隆 土田晃之 羽鳥慎一                     | 111分     | 9.8億円   | N/A       |
| 21   | バカうまっ!B級グルメサバイバル!!                                 | 2013年 4月20日 | 「キミに100パーセント」 （歌：きゃりーぱみゅぱみゅ）                                               | 「RPG」 （歌：SEKAI NO OWARI）                                   | 橋本昌和     | 浦沢義雄 うえのきみこ       | 増井壮一 橋本昌和 高橋渉 誌村宏明 宮脇千鶴           | 佐々木忍                                                     | 原勝徳 大森孝敏 針金屋英郎            | 原勝徳 末吉裕一郎                              | 石田卓也      | 渡辺直美 コロッケ 川越達也                            | 95分      | 13億円    | N/A       |
| 22   | ガチンコ!逆襲のロボとーちゃん                                    | 2014年 4月19日 | 「キミに100パーセント」 （歌：きゃりーぱみゅぱみゅ）                                               | 「ファミリーパーティー」 （歌：きゃりーぱみゅぱみゅ）            | 髙橋渉       | 中島かずき                  | 高橋渉 湯浅政明 池端たかし 本郷みつる                | 池端たかし                                                   | 原勝徳 大森孝敏 針金屋英郎 藤森雅也   | 原勝徳 大塚正実                                | 石田卓也      | コロッケ 武井咲 大和田伸也                            | 97分      | 18.3億円  | N/A       |
| 23   | オラの引越し物語 サボテン大襲撃                                  | 2015年 4月18日 | 「キミに100パーセント」 （歌：きゃりーぱみゅぱみゅ）                                               | 「OLA!!」 （歌：ゆず）                                           | 橋本昌和     | うえのきみこ                | 高橋渉 湯浅政明 橋本昌和 増井壮一                    | 高橋渉 佐藤まさふみ                                          | 原勝徳 大森孝敏 針金屋英郎 末吉裕一郎 | 原勝徳 末吉裕一郎                              | 石田卓也      | 指原莉乃 日本エレキテル連合                           | 104分     | 22.9億円  | N/A       |
| 24   | 爆睡!ユメミーワールド大突撃                                      | 2016年 4月16日 | 「キミに100パーセント」 （歌：きゃりーぱみゅぱみゅ）                                               | 「友よ 〜 この先もずっと…」 （歌：ケツメイシ）                   | 高橋渉       | 劇団ひとり 高橋渉           | 高橋渉 三原三千夫                                    | 三原三千夫 池端たけし                                        | 原勝徳 大森孝敏 針金屋英郎 末吉裕一郎 | 針金屋英郎                                     | 石田卓也      | 安田顕 吉瀬美智子 とにかく明るい安村 大和田獏 城咲仁  | 97分      | 21.1億円  | N/A       |
| 25   | 襲来!!宇宙人シリリ                                               | 2017年 4月15日 | 「キミに100パーセント」 （歌：きゃりーぱみゅぱみゅ）                                               | 「ロードムービー」 （歌：高橋優）                                | 橋本昌和     | 橋本昌和                    | 高橋渉 橋本昌和                                      | 藤井康晶 鈴木大司 山地光人                                   | 原勝徳 大森孝敏 針金屋英郎 末吉裕一郎 | 針金屋英郎 末吉裕一郎 久野遥子                 | 石田卓也      | 志田未来 雨上がり決死隊 沢城みゆき テレビアナウンサー | 103分     | 16.2億円  | N/A       |
| 26   | 爆盛!カンフーボーイズ〜拉麺大乱〜                                | 2018年 4月13日 | 「キミに100パーセント」 （歌：きゃりーぱみゅぱみゅ）                                               | 「笑一笑 〜シャオイーシャオ!〜」 （歌：ももいろクローバーZ）     | 高橋渉       | うえのきみこ                | 高橋渉 橋本昌和 三原三千夫 久野遥子 美月輝           | 高橋渉 三原三千夫 鈴木大司                                   | 原勝徳 大森孝敏 針金屋英郎 末吉裕一郎 | 末吉裕一郎 三原三千夫                          | 石田卓也      | ANZEN漫才 関根勤 ももいろクローバーZ                  | 104分     | 18.4億円  | N/A       |
| 27   | 新婚旅行ハリケーン 〜失われたひろし〜                            | 2019年 4月19日 | 「マスカット」 （歌：ゆず）                                                                        | 「ハルノヒ」 （歌：あいみょん）                                  | 橋本昌和     | うえのきみこ 水野宗徳       | 高橋渉 橋本昌和 三原三千夫 久野遥子 鈴木大司         | 三原三千夫 鈴木大司 太田知章                                 | 原勝徳 大森孝敏 針金屋英郎 末吉裕一郎 | 末吉裕一郎 三原三千夫                          | 石田卓也      | 木南晴夏 小島よしお ぺこ りゅうちぇる                 | 100分     | 20.8億円  | N/A       |
| 28   | 激突! ラクガキングダムとほぼ四人の勇者                           | 2020年 9月11日 | 「マスカット」 （歌：ゆず）                                                                        | 「ギガアイシテル」 （歌：レキシ）                                | 京極尚彦     | 京極尚彦 高田亮             | 京極尚彦                                             | 鈴木大司 河原龍太                                            | 原勝徳 大森孝敏 針金屋英郎            | 原勝徳 末吉裕一郎 姫田真武 ぬQ                 | 石田卓也      | 山田裕貴 りんごちゃん きゃりーぱみゅぱみゅ レキシ     | 103分     | 11.8億円  | N/A       |
| 29   | 謎メキ!花の天カス学園                                            | 2021年 7月30日 | 「スーパースター」 （歌：ケツメイシ）                                                              | 「はしりがき」 （歌：マカロニえんぴつ）                          | 高橋渉       | うえのきみこ                | 高橋渉 鈴木大司 三原三千夫 三浦陽                    | 鈴木大司 三原三千夫 三浦陽                                   | 原勝徳 大森孝敏 針金屋英郎            | 末吉裕一郎 三原三千夫                          | 石田卓也      | 仲里依紗 フワちゃん チョコレートプラネット            | 104分     | 17.7億円  | N/A       |
| 30   | もののけニンジャ珍風伝                                           | 2022年 4月22日 | 「スーパースター」 （歌：ケツメイシ）                                                              | 「陽はまた昇るから」 （歌：緑黄色社会）                          | 橋本昌和     | うえのきみこ 橋本昌和       | 橋本昌和 三原三千夫 三浦陽 久野遥子                  | 鈴木大司 三浦陽 久野遥子 佐々木忍 平向智子                   | 原勝徳 大森孝敏 針金屋英郎 末吉裕一郎 | 末吉裕一郎 久野遥子                            | 石田卓也      | 川栄李奈 ハライチ 山田孝之                            | 100分     | 20.4億円  | N/A       |
| 番外 | 超能力大決戦 〜とべとべ手巻き寿司〜 （3DCG作品）                 | 2023年 8月4日  | オープニングテーマなし                                                                             | 「Future is Yours」 （歌:サンボマスター）                        | 大根仁       | 大根仁                      | 黒川十茂輝 小野航 吉田裕行                           | N/A                                                          | N/A                                   | 末吉裕一郎 勝又典子 桃内力 安藤七恵 加藤未起子 | N/A           | 空気階段 松坂桃李                                     | 94分      | 24.7億円  | N/A       |
| 31   | オラたちの恐竜日記                                               | 2024年 8月9日  | 「スーパースター」 （歌：ケツメイシ）                                                              | 「思い出をかけぬけて」 （歌:My Hair is Bad）                     | 佐々木忍     | モラル                      | 佐々木忍 橋本昌和 渡辺正樹                           | 佐々木忍 渡辺正樹 しばたあきひさ 宮西哲也                    | 原勝徳 大森孝敏 針金屋英郎 末吉裕一郎 | 末吉裕一郎 神戸祐太 石垣純哉                   | 石田卓也      | 北村匠海 オズワルド                                   | 106分     | 26.9億円  | N/A       |
| 32   | 超華麗!灼熱のカスカベダンサーズ                                  | 2025年 8月8日  | 「スーパースター」 （歌：ケツメイシ）                                                              | 「スパイス」 （歌:Saucy Dog）                                    | 橋本昌和     | うえのきみこ                | 橋本昌和 渡辺正樹 三浦陽 許琮                        | 佐々木忍 橋本昌和 渡辺正樹 三浦陽 太田知章 山本秀世 高橋謙仁 | 原勝徳 大森孝敏 針金屋英郎 末吉裕一郎 | 末吉裕一郎 針金屋英郎 石垣純哉                 | 石田卓也      | 賀来賢人 バイきんぐ                                   | 105分     |           |           |

## 海外展開
海外でも単行本販売やアニメ版の放送、劇場版が公開されている。なお、主題歌は一部の国を除いてオープニングは「オラはにんきもの」、エンディングは「パリジョナ大作戦」の吹き替え版が使用されている。

### 韓国
韓国ではアニメは『짱구는 못말려』（チャングヌンモンマルリョ、和訳：チャングは止められない）というタイトルである。1996年から2005年までビデオやDVDなどで販売され、1999年6月からは声優を総入れ替えしたものをSBSで2007年1月まで放送し、現在はトゥーニバース（テレビシリーズ）やCHAMP TV（劇場版）などで放映されている。番組放送開始前にレイティングによる等級表示が行われ、SBS版では7歳以上、トゥーニバース版は12歳以上視聴可としている。
原作は当初韓国語アニメ版と同様のタイトルだったが、儒教主義勢力からの反発により、過去には単行本は19歳未満閲覧不可となっていた（なお、不適切なシーンを修正した12歳以上閲覧可も同時並行で発売されていた）。現在は別の出版社により『크레용 신짱』（クレヨンシンチャン）のタイトルで年齢制限なしで出版されている。そのような経緯もあり、アニメ版でも下品なシーンが削除もしくは変更に加え、日本語表記部分は消去もしくはハングルに書き換えられ、舞台は韓国の「ソウル」に変更、登場人物は韓国人という設定等の大きな修正が行われた。しんのすけの名前は신짱구（シン・チャング、「しんちゃん」）で、짱구（チャング）は韓国語で「突き出た額」という意味。なお、2006年版の東京書籍発行の英語の教科書「NEW HORIZON 2年」には、韓国版の日本のアニメが掲載され、当作品も対象となった。
劇場版は『爆睡!ユメミーワールド大突撃』までは基本的に日本での公開から約1年後の公開だったが、『襲来!!宇宙人シリリ』からは韓国での輸入や配給会社が変わったためか、日本での公開から約3か月後の公開となった。
野原しんのすけ役の声優はビデオ版は1996年から1998年までイ・ヨンジュ、1999年から2001年までパク・ウンスクが担当しており、テレビ版（SBS版、トゥーニバース版、CHAMP TV版）と劇場公開版はパク・ヨンナムが1999年から現在まで担当。2012年6月に健康上の理由でパク・ヨンナムが一時的に降板したことに伴い2012年7月からはチョン・ソネが担当したが、2013年からはパク・ヨンナムが再び担当している。
オープニング
|   | 曲名                                           | 放送話数（長さ）                            | 備考 |
| - | ---------------------------------------------- | ------------------------------------------- | --- |
| 1 | 짱구는 못말려（動物園は大変だ）                | 1999年6月28日 - 2005年6月16日               | 2000年6月27日放送分までは、「動物園は大変だ」の映像が使用された。2003年5月14日放送分からは、「年中夢中"I WANT YOU"」の映像が使用されていた。 |
| 2 | 나는야 인기인（オラはにんきもの）              | 2006年10月2日 - 2010年5月12日               | |
| 3 | 흔들흔들 에~오!（ユルユルでDE-O!）             | 2010年 8月2日 - 2014年9月30日               | |
| 4 | Hey baby                                       | 2014年12月4日 - 2016年1月21日、2016年3月7日 | |
| 5 | 부리부리 댄스 파티（ブリブリダンスパーティー） | 2016年7月25日 -                             | |
エンディング
|   | 曲名                              | 放送話数（長さ）                            | 備考 |
| - | --------------------------------- | ------------------------------------------- | --- |
| 1 | 말썽쟁이 짱구（パリジョナ大作戦） | 1999年6月28日 - 2005年6月16日               | 2000年6月27日放送分までは、「うたをうたおう」の映像が使用された。2003年5月14日からは、「パリジョナ大作戦」の映像が使用されていた。 |
| 2 | 개미의 노래（ありの歌）           | 2006年10月2日 - 2014年9月30日、2016年3月7日 | 2009年10月19日放送分から2010年5月12日放送分までは、「パリジョナ大作戦」の映像が使用された。                                        |
| 3 | 해피해피（ハピハピ）              | 2015年 7月9日 -                             | |
2016年からはシンエイ動画制作による韓国限定の新規書き下ろしオープニングが放送されるようになった。
2017年8月には『襲来!!宇宙人シリリ』で監督を務めた橋本昌和が、韓国語版劇場試写会の舞台挨拶のために来韓し、現地の声優陣と共に登壇した。

### アジア
台湾では、原作単行本とアニメは『蠟筆小新』（ラーピーシァォシン）というタイトルとなっている。台湾華語吹き替え版が放送されている。劇場版は『新婚旅行ハリケーン 〜失われたひろし〜』までは基本的に日本での公開から約4か月後に公開されている。『激突! ラクガキングダムとほぼ四人の勇者』からは台湾と日本で同時公開され、劇場版のアニメ映画が海外と日本で同時公開されたのは初めて。
中国でも原作単行本が発売され、タイトルは『腊笔小新』（ラービーシァォシン）で広東語吹き替え版も放送されている。しかし1997年に、地元の企業数社がこの作品の絵柄や中国語名で商標登録を行ったため、2004年に双葉社が中国でキャラクター商品を売り出した際、商標登録の影響で海賊版として撤去された（クレヨンしんちゃん#中国を参照）。
フィリピンでは2002年から放映され、フィリピン語（タガログ語）吹き替え版が無検閲で放送されている。しんのすけの声優は、地元のラッパーであるAndrew E.が務めている。
マレーシアでは、原作単行本は『Dik Cerdas』（ディック・チェルダス、和訳：才気溢れる少年）に改題されて発売されている。アニメは2002年から放映され、マレー語吹き替え版のアニメでは、しんのすけが「ぞうさん」をしているシーンがすべて削除されている。
インドネシアでは、しんのすけそっくりとも評される風貌をしたインドネシア人の俳優・オニー・シャリアルがしんのすけの声優を務めている。アニメ版は2000年から放映され、映画のレイティングシステムのPG（親の同伴指定）に相当するBOが指定され（初期のみ）、原作単行本は15歳未満の購入を禁止している。テーマ曲として、『動物園は大変だ』のインドネシア語バージョンが使用されている。
インドでは、2006年6月からハンガマTVにてヒンディー語吹き替え版が放送されている。ボーちゃんは「スズキ」に変えられ、下品なシーンはカットされる時があった。主題歌はボリウッド映画の曲に変えられているが現在は「オラはにんきもの」のヒンディー語バージョンになっている。2008年12月にインドの情報放送省が「子供に悪影響を与える」と考え、今後インド国内での放送を禁止する方針であると伝えていたが現在は放送が再開されている。

### ヨーロッパ
スペインでは、アニメはLUK INTERNACIONALが2001年にライセンスを取得。同年にカタルーニャ語を皮切りに、スペイン語・バスク語・ガリシア語・バレンシア語の吹き替え版が放送されている。日本語表記部分はナレーションで説明し、しんのすけや野原一家などの登場人物の名前や読みは日本と同じで「シロ」以外は特に変更はない。
2003年にはスペインのキャラクタービジネス雑誌「Licencias Actualidad」が、関係者のアンケートから選定する「最優秀エンターテインメントキャラクター賞2003」に選ばれている。同年には、バルセロナで開かれた『暗黒タマタマ大追跡』の試写会で、当時監督を務めていた原恵一が舞台挨拶に訪問してインタビューを受けた。
2004年以降、 スペイン社会労働党に「恥知らずで教育によくない」という指摘によって放送中止を要求され、一部地方は放送時間の変更、バレンシア地方では放送中止を余儀なくされたが、この年に原作単行本のプロモーションのためにバルセロナを訪問した原作者の臼井はスペインでの人気に感激し、「バルセロナでのエピソードを執筆したい」との意向を示し、原作・アニメ版ともにそのストーリーが掲載・放送され、後にスペインでも放送された（2004年5月29日放送「オーラッ!スペイン旅行だゾ」）。
2005年にはゲームボーイアドバンス用のゲームソフト、2007年と2008年にニンテンドーDS、Wii用ソフトのスペイン語版も発売されている。
2011年秋には地元テレビ局主催で「最もしんちゃんらしい家族」の写真を撮る視聴者参加コンテストを開催。優勝した家族は賞品として「日本への旅」がプレゼントされ、優勝で実際に来日した一家は、観光のほかオリジナルである日本版アフレコ現場の見学訪問等が行われた。
イギリスとアイルランドではアメリカのLacey Entertainment社がライセンスを取得し、同社とVitello Productions社が制作した英語吹き替え版のアニメが放送され、主題歌も独自で制作していた。2003年に、この2社とテレビ朝日とのライセンス契約が切れた後は、Phuuz Entertainment社がキャストを一新してアニメを制作したが、2005年末に放送が終了している。
主題歌は現地の曲に変更されていることが多く、独自のBGMを使用している。また、「ゾウさん」をするシーンは削除されたり、モザイクがかけられている。

### 北アメリカ
アメリカでは単行本はDCコミックス社から発売されている。アニメ版は2006年初め FUNimationが英語吹き替え版のライセンスを取得、カートゥーン ネットワークの深夜枠「アダルトスイム」でテストランとして2006年8月に1か月限定で放送された。また、本放送（シーズン1とシーズン2）も2007年4月18日から8月まで放送された。テレビでの放送に加え「アダルトスイム」のホームページでも一部の回がストリーミング配信されていた（他国では、イタリア、スペイン、ブラジルのカートゥーン ネットワークでも放送されている）。レイティングは「TV14」（14歳未満の視聴を制限）。また、FUNimationより、DVDも2007年5月より順次発売され、同社のホームページでも米国内限定で全シーズン計78話がストリーミング配信されている。これらにおけるレイティングは「TV-MA」（成人向けで、17歳未満の視聴を制限）。
映像は日本語のテロップが書かれているところが英語に書き換えられ、（「げんこつ」は「POW!」）、しんのすけが「ゾウさん」をしている部分にモザイクがつく（例外あり）、一部のセリフで放送禁止用語に使う「ピー音」が付け加えられる等の修正がなされている。しんのすけの声優はローラ・ベイリーが担当。また、キャラクターの名前をアメリカ人の名前で、舞台もアメリカに変更されている。内容は視聴層に合わせて制作されているため、現地の文化や社会情勢などに関する風刺が織り込まれた差別ネタ、薬物ネタなどのブラックジョークが多く含まれている。エピソードの順番は日本版に沿っていないため、同じシーズンでも制作手法や舞台設定がバラバラな場合がある。テレビ放送終了後も、2011年春にFUNimationよりシーズン3の制作が開始され、現地のHuluやNetflixで配信された（現在は終了）。DVDは同年7月と9月末に2つのパートに分けて発売。このシーズンをもって、FUNimationによる吹き替え版の制作は終了した。ハワイでは1992年から2001年まで英語字幕付きのアニメ版が放送されていた。

### 南アメリカ
ラテンアメリカやブラジルでは、吹き替え版がアニマックスで平日に1日3、4回放送されている。

## 反響・評価
初期では視聴率が上昇するにつれて、子供を中心に人気を獲得し、しんのすけのギャグや口調を真似する子供が急増した。
本作が社会現象となる一方で、番組内容が下品であるとの理由で子供に見せたくないという保護者もおり、2006年には、青少年育成広島県民会議（青少年育成国民会議の下部団体）が、当番組と『めちゃ×2イケてるッ!』・『爆笑問題のバク天!』・『ロンドンハーツ』・『土曜ワイド劇場』などのサスペンスドラマ・『水10!』の放送自粛を求める要望書を在広局と在京キー局に提出した。
2002年より『月刊まんがタウン』で臼井を担当していた「ライツ事業部クレヨンしんちゃん編集室」室長の鈴木健介は、オリコンとのインタビューの中で、一時は編集部に抗議の電話が殺到することがあったと明かしつつも、面白さや人気ゆえに悪評が出たと受け止めていたと振り返っている。
このアニメに対して否定的な見解が残る一方で、「幼児の本音を表す国民的漫画」などと評される場合もあり、教科書や子育て参考書への掲載、映画の評価も高まっている。
アニメーション監督の押井守はテレビアニメを初めて見た時に「バッグス・バニーの様な質の悪く、暴力的で、下品で、ドライで、ダークな、『子供に見せちゃいけないもの』の塊がようやく出てきた。俺がやりたかったことだ」と喜び、実際にゲストスタッフとしての参加を何度か志願していたが、制作陣から直接断られた。

### しんのすけ役の交代に対する反響
しんのすけ役の矢島晶子が自身の意向により降板すると発表した際、視聴者の間で後任者を予想するといった大きな反響が起きたものの、ほかのアニメのように後任の声優に対する拒絶反応はほとんど起きなかった。コラムニストの小新井涼はファンの前向きな反響について、降板の理由が矢島の意思によるものだったことと、後任者の小林由美子が『デュエル・マスターズ』をはじめとする様々なジャンルのアニメに出演していたためアニメファンが『小林の演じるしんのすけ』をイメージしやすかったことが、前向きな反応につながったのではないかとまんたんウェブに寄せたコラムの中で推測している。
矢島が演じるしんのすけの最後の放送回である2018年6月29日の放送を前に、インターネット上では矢島の演じるしんのすけを惜しむ声が多数上がった。
小林が初めてしんのすけを演じる7月6日の放送では視聴者の間で賛否両論が寄せられ、Twitterにおける日本国内のトレンドでは「しんちゃんの声」が1位にランクインしたほか、全世界でのトレンドでは6位にランクインした。
また、一部の視聴者は1992年に放送された第1回における矢島の演技が降板時点とは大きくかけ離れていたことについて触れ、小林の演じるしんのすけがそれに近いと述べている。

## 外伝
| タイトル                                    | タイトル                                    | 公開日 （配信日） | 監督 又はシリーズディレクター | シリーズ構成   | キャラクター デザイン | 主題歌                                            | 話数               | 備考 |
| ------------------------------------------- | ------------------------------------------- | ----------------- | ----------------------------- | -------------- | --------------------- | ------------------------------------------------- | ------------------ | --- |
| SHIN-MEN                                    | SHIN-MEN                                    | 2010年11月26日    | 湯浅政明 →ムトウユージ        | きむらひでふみ | 湯浅政明              | 来て来てSHIN-MEN （歌：杉並児童合唱団）           | 各13話             | |
| クレヨンしんちゃん外伝                      | エイリアン vs. しんのすけ                   | 2016年08月03日    | 三原三千夫                    | うえのきみこ   | 末吉裕一郎            | オラはにんきもの 25thMIX （歌：のはらしんのすけ） | 各13話             | 「クレヨンしんちゃん外伝シリーズ」は2016年8月3日から2017年8月23日までAmazonプライムビデオで毎週水曜日に独占配信されていたウェブアニメ。本作としては初の連続ドラマ形式である。また、全てDVDが発売されている。 |
| クレヨンしんちゃん外伝                      | おもちゃウォーズ                            | 2016年11月09日    | 八鍬新之介                    | うえのきみこ   | 末吉裕一郎            | オラはにんきもの 25thMIX （歌：のはらしんのすけ） | 各13話             | 「クレヨンしんちゃん外伝シリーズ」は2016年8月3日から2017年8月23日までAmazonプライムビデオで毎週水曜日に独占配信されていたウェブアニメ。本作としては初の連続ドラマ形式である。また、全てDVDが発売されている。 |
| クレヨンしんちゃん外伝                      | 家族連れ狼                                  | 2017年02月22日    | 三原三千夫                    | うえのきみこ   | 末吉裕一郎            | オラはにんきもの 25thMIX （歌：のはらしんのすけ） | 各13話             | 「クレヨンしんちゃん外伝シリーズ」は2016年8月3日から2017年8月23日までAmazonプライムビデオで毎週水曜日に独占配信されていたウェブアニメ。本作としては初の連続ドラマ形式である。また、全てDVDが発売されている。 |
| クレヨンしんちゃん外伝                      | お・お・お・のしんのすけ                    | 2017年05月31日    | しぎのあきら                  | 髙橋渉         | 末吉裕一郎 岩永大蔵   | オラはにんきもの 25thMIX （歌：のはらしんのすけ） | 各13話             | 「クレヨンしんちゃん外伝シリーズ」は2016年8月3日から2017年8月23日までAmazonプライムビデオで毎週水曜日に独占配信されていたウェブアニメ。本作としては初の連続ドラマ形式である。また、全てDVDが発売されている。 |
| SUPER SHIRO                                 | SUPER SHIRO                                 | 2019年10月13日    | 湯浅政明（総監督） 霜山朋久   | うえのきみこ   | 霜山朋久              | SUPER SHIRO （歌：みゆはん）                      | 48話               | ABEMA、TELASA、U-NEXT、アニメ放題、dアニメストア、Lemino、アニメタイムズで配信されているウェブアニメ。シロを主人公にしたスピンオフ作品。アニメーション制作はサイエンスSARUが担当する。                       |
| フリースタイルしんちゃん カスカベのラッパー | フリースタイルしんちゃん カスカベのラッパー | 2022年01月08日    | 三浦陽                        | N/A            | N/A                   | N/A                                               | 9話 （2025年現在） | 脚本家は、第6話まで永野たかひろ、第7話から晨原大輔が担当している。まだ完結はしていない。 |
| 野原ひろし 昼メシの流儀                     | 野原ひろし 昼メシの流儀                     | 2025年10月予定    | 西山司                        | 森ハヤシ       | 山脇光太郎            |                                                   |                    | 2025年10月からBS朝日で放送予定。 |

## コラボレーション
- 舞台となる埼玉県は、しんのすけを観光サポーターとしている。2018年7月21日、作中に登場する「サトーココノカドー」のモデルイトーヨーカドー春日部店3階に、しんのすけが埼玉県ゆかりのアニメ作品を紹介する「アニメだ!埼玉 発信スタジオ」を開設した[135]。
- 2004年のテレビスペシャルにて、『あたしンち』とコラボした。コラボ中『世界の車窓から』ともコラボした。
- 2005年には公共広告機構（現：ACジャパン）の新聞広告にしんのすけが起用や、2007年には内閣府・気象庁の緊急地震速報の一般情報提供開始の児童向け予告リーフレットに野原一家とかすかべ防衛隊が採用されたりするなど[136]、官公庁や放送関連団体のイメージキャラクターとしても採用された[注 154]。
- 2005年12月16日放送の「男たちの大和だゾ」では、男たちの大和/YAMATOのロケシーンが扱われ、反町隆史や中村獅童が登場した。
- 2006年7月14日の放送では『ラブ★コン』（映画）とコラボレーションし、藤澤恵麻と小池徹平が劇中の役柄でそのままで出演した。
- 2006年8月11日の放送では「よゐこをプロデュースするゾ」によゐこが本人役で出演した（漫画旧45巻にも掲載）[137]。
- 朝日放送→朝日放送テレビ制作[注 116]の日曜8時30分枠の作品とは、1993年のスペシャル版『春一番!日本一のアニメ祭り』で『スーパービックリマン』のフェニックスと共演[注 155]。
  - プリキュアシリーズでもこれまでに2回にわたって本作品とのコラボレーションが展開されており、2006年12月15日のスペシャル版では『ふたりはプリキュア Splash Star』と共演した（着ぐるみ同士での共演）ほか、2024年5月18日放送分には「オラ、プリキュアだゾ」で『わんだふるぷりきゅあ!』とのコラボレーションにより主人公の犬飼こむぎと犬飼いろはが登場、同時にその逆として、翌日の19日に放送された同作品第16話でも本作品からしんのすけとシロが登場した[138][139][140]。詳細は当該項目を参照。
- 2007年8月3日の放送では、『劇場版 仮面ライダー電王 俺、誕生!』の宣伝で、『仮面ライダー電王』の出演者（佐藤健、白鳥百合子、秋山莉奈、石丸謙二郎）と着ぐるみキャラクターのモモタロス（声：関俊彦）と果たした。逆に、実写で電王と着ぐるみのしんのすけの共演もあった（仮面ライダー電王+しん王も参照のこと）。2007年12月30日に『電王+しん王』が再放送された際は、佐藤とモモタロスとの再共演を行い、電王の後番組『仮面ライダーキバ』の出演者瀬戸康史、『獣拳戦隊ゲキレンジャー』のメンバーとその後番組『炎神戦隊ゴーオンジャー』のメンバーとも共演している。2012年には『仮面ライダーフォーゼ』とお互いの番組に出演し合った。
- 2008年4月25日の「スシ王子!だゾ」の放送では、『銀幕版 スシ王子! 〜ニューヨークへ行く〜』に出演する堂本光一と中丸雄一が本人役で登場した。
- 2008年9月26日のスペシャル版の放送では映画『フレフレ少女』に主演する新垣結衣と行われ、「フレフレ少女だゾ」で劇中の役で出演した。また、実写で「オラ応援団になったゾ!!」で着ぐるみのしんのすけと帝京中学・高校女子柔道部へ応援に行くという企画が放送された（共演の染谷将太・斎藤嘉樹・柄本時生・永山絢斗が同行）。

- 2010年4月から2019年9月までしんのすけが直後番組とのクロスプログラムを担当していた。

2010年4月から2016年3月まで
野原しんのすけ「この後はミュージックステーションだゾ!」と言っていた。
2016年4月から2019年3月まで
野原しんのすけ「この後はMステとロンハーだゾ!」と言っていた。
2019年4月から9月まで
野原しんのすけ「この後はMステとザワつく!だゾ!」と言っていた。
- 2010年7月 - 8月には前枠『ドラえもん』とのコラボレーションによる「夏休みアニメ祭り」として放送され、番組中で視聴者プレゼントを行った。

1. 番組中の「夏休みアイテム」（キーワードと同等）を見つけて番組終了後の電話応募で両番組の関連グッズを抽選でプレゼントする。
2. 夏休みアイテムを全10個見つけるとその応募者の通っている学校・幼稚園・保育園にドラえもんかしんのすけが訪れるという企画があった。

- 2011年7月 - 8月ではドラえもんはなぞなぞ、クレヨンしんちゃんはしんのすけが間違えた言葉を当てる問題になっており、それ以外は2010年と同様である。
- 2011年以降は両作品の映画公開前である3月・4月に合体特番『ドラえもん・クレヨンしんちゃん 春だ!映画だ!3時間アニメ祭り』を放送している。2011年は4月のみ放送され、19:00 - 19:29に『ドラえもん』を、19:29 - 20:00には『映画クレヨンしんちゃん嵐を呼ぶ！黄金のスパイ大作戦！』の公開直前企画でスパイスペシャルと題し『スパイ一族ノハーラだゾ』、『スーパースパイミサエだゾ』を放送。20:00 - 21:48には『クレヨンしんちゃん 超時空!嵐を呼ぶオラの花嫁』を初放送した。2012 - 2014年は3月に放送され、19:00 - 19:35に『クレヨンしんちゃん』を、19:35 - 21:48に前年の映画『ドラえもん』を放送した。2015年以降はそれぞれの映画公開前に2回放送されている。
- テレビ朝日系列のバラエティ番組などでしんのすけが（着ぐるみで）特別出演するときがある（『新タイムショック』など）。
- 「藤岡弘、探検シリーズ」のパロディ「野原ひろし探検隊」で藤岡弘、が本人役として出演した。
- 2012年3月には渡り廊下走り隊7とのコラボレーションが行われた。
- スポーツ選手とでは2006年トリノ五輪のシーズン中、上村愛子、今井メロ、皆川賢太郎、佐々木明ら五輪選手と果たした。
- 2007年メルボルン世界水泳直前の2007年3月9日放送「オラ流世界水泳だゾ」では、デュエットの鈴木絵美子・松村亜矢子組らアーティスティックスイミング日本代表と果たした。
- 2010年の南アフリカワールドカップ開幕当日の放送では、サッカー日本代表の中澤佑二と果たした。
- 2011年10月21日放送「オラはプロ野球選手だゾ」でしんのすけが埼玉西武ライオンズのマスコットに起用されていることから、おかわり君こと中村剛也とコラボしている。
- 2012年12月7日には放送終了直前の枠で2012年フィギュアスケートグランプリファイナル大会キャスターの松岡修造と着ぐるみのしんのすけが同大会の告知をスタジオセットの中で行った。
- 2012年12月31日には、『お願い!ランキング』年またぎスペシャル（21:00 - 1月1日1:30）に、しんのすけとみさえがCGアニメキャラで登場。番組キャラの「おねがい戦士」「ナイスラビット」や、ハイジ（『アルプスの少女ハイジ』）、ドロンボー一味（『ヤッターマン』）、アムロ・レイ（『機動戦士ガンダム』）などの懐かしアニメキャラ、更にはCGアニメキャラ化された黒柳徹子（『徹子の部屋』）、加山雄三（『若大将のゆうゆう散歩』）、濱口優（『いきなり!黄金伝説。』）などのテレビ朝日系番組出演者や、『相棒』(season11) の杉下右京（声 - 水谷豊）と甲斐亨（声 - 成宮寛貴）、『ドクターX〜外科医・大門未知子〜』（第1シリーズ）の大門未知子（声 - 米倉涼子）と毒島隆之介（声 - 伊東四朗）といったテレビ朝日系ドラマキャラと共演した。
- テレビ朝日のマスコットキャラクター『ゴーちゃん。』とは、キャラクター開発元のサンリオが2013年に実施した「サンリオキャラクター大賞」の企画で第9位にランクインし、公約が「トップ10入りしたら『クレヨンしんちゃん』に出演する」ということから実現となったもので[141]、その後の2014年2月28日放送「ゴーちゃん。が来たゾ」では『ゴーちゃん。』とテレビ朝日アナウンサーの久冨慶子も本人役で出演した[142]。
- 2015年5月29日・6月5日の2週連続で、ドラマ『アイムホーム』とのコラボ企画で、木村拓哉が約1分間のショートアニメと、データ放送企画「東西南北あっちむいてホイ!」で野原家のキャラクターと本人のコラボレーションしたキャラクターで声優を務めた[143]。
- 2015年6月12日には、春日部市出身かつ臼井儀人の高校の後輩に当たる山崎弘也が、本人をモデルとした幼児役でゲスト出演した[144]。
- 2015年11月20日と11月27日の2週にかけ、エンディングのミニコーナーにテレビ時代劇『必殺仕事人2015』とのコラボとして、東山紀之が出演した[145]。
- 2016年4月22日から4月30日までの間、本作とスーパーロボット大戦シリーズ生誕25周年記念、映画最新作『クレヨンしんちゃん 爆睡!ユメミーワールド大突撃』公開のコラボとして、『スーパーロボット大戦X-Ω』に期間限定参戦作品として特別参戦した[146]。
- 2016年7月22日には、映画『シン・ゴジラ』とのコラボとして、「しんのすけ対シン・ゴジラだゾ」が放送された[147][148][149][150][注 156]。当初の脚本では、ゴジラは荒川から出現する予定であったが、ゴジラと東京タワーと東京スカイツリーを一画面で描くため隅田川に改められた[150]。過去のゴジラシリーズのオマージュも多く取り入れている[150]。同年の「テレビ朝日・六本木ヒルズ 夏祭り SUMMER STATION」では、コラボを記念してしんのすけとゴジラの立像が並ぶ撮影スポットも設けられた[150]。
- 2017年7月7日には、紀行情報番組『じゅん散歩』とのコラボレーションとして、同番組の散歩人を務める高田純次が本人役でゲスト出演し「じゅん散歩がやってきたゾ」が放送された[151]。また、同日および前日の同番組では春日部を散歩、しんのすけがゲストして登場した。
- 2018年1月7日（日曜）には、『ドラえもん・クレヨンしんちゃん 2018年冬のアニメ祭り』を放送。ドラえもんを10:00 - 10:58に、クレヨンしんちゃんを10:58 - 11:50に、それぞれ放送。
- 2019年3月21日放送の、『アメトーーク!春の3時間スペシャル』内の「絵心ない芸人」のキャラクターとしんのすけがコラボした模様を放送した。
- 2019年5月10日放送の『キティちゃんVSブリィちゃん』ではハローキティが登場、ゴーちゃん。に続くサンリオキャラクターの出演となる[152]。
- 2019年7月から9月にかけて開催された関ジャニ∞のライブツアー『十五祭』にて、関ジャニ∞が2011年に本番組と劇場版の主題歌を担当した兼ね合いから、しんのすけがアニメーションで会場ビジョンに登場した[153]。
- 2019年7月26日放送の1時間スペシャルでは、『ポツンと一軒家』とコラボした。話の内容は「ポツリと一軒家」であるが、林修や所ジョージは登場しない。
- 2019年9月29日（日曜）には『ドラえもん＆クレヨンしんちゃん お引越し直前アニメ祭り』をスペシャルサンデー枠で放送。ドラえもんを10:00 - 10:58に、クレヨンしんちゃんを10:58 - 11:45に、それぞれ放送。両作とも過去に放送されたエピソードの再放送のみで構成された[注 157]。
- 2019年10月12日放送では、『科捜研の女』とのコラボレーションでショートアニメを放送[154]。サブタイトルは「科捜研の女だゾ」。しんのすけがチョコビを食べた疑いを探るべく、榊マリコ（声：沢口靖子）が助手の宇佐美裕也に扮した風間と共に証拠を探る。
- 2019年11月9日放送では、『ドクターX〜外科医・大門未知子〜』とのコラボレーションで、サブタイトルが「私、失敗しないので。－大門末知子おねえさんがアニメで登場！「Doctor-Xだゾ」」となっており、番組最後にアニメ描写で大門先生が園長先生と話し、園長先生が園児達に親しまれる顔に手術してと依頼し、大門末知子が「私に任せて。私、失敗しないので」というセリフがある。またスポンサークレジット表記時に大門未知子がしんちゃんと一緒に登場した[155][156]。
- 2019年11月14日放送の『ドクターX〜外科医・大門未知子〜 season6』第5話では本作とのコラボレーションとして患者の曾孫の少年の名が「しんのすけ」、彼の犬が「シロ」となっている。このとき大門としんのすけに交流は無い。またクレヨンしんちゃんにおいては、しんのすけが大原ななこに恋しているのもあやかり、患者の娘である三原奈々子からしんのすけが産まれたという設定にもなっている。三原しんのすけは第3期で大門末知子がオペ中に凍結保存した卵子から産まれたと推定される[157]。
- 2022年7月20日、クレヨンしんちゃん30周年を記念し、野原一家と深い関わりを持つ、秋田県、埼玉県、熊本県の3県が「家族都市協定」を結び、家族都市プロジェクトを始動した[158]。
- 2022年、『仮面ライダーギーツ』と一緒にケツ展の宣伝をした。
- 2023年3月18日に映画『シン・仮面ライダー』とコラボし、本郷猛（仮面ライダー）役で池松壮亮、緑川ルリ子役で浜辺美波、一文字隼人 （仮面ライダー第2号）役で柄本佑が出演。「しん・仮面ライダーだゾ」というエピソードを放送した[159]。
- 2023年10月28日放送の「TOMORROW X TOGETHERだゾ」でTOMORROW X TOGETHERとコラボし、グッズなども発売された[160]。
- 2023年11月4日放送の「ぶりぶりざえもんの冒険 宇宙ダンク編」で八村塁とコラボした[161]。
- 2024年8月31日放送の「変な家族だゾ」にて雨穴が脚本・出演をし、コラボした[162][163][164]。
- 2025年4月26日放送の「くまモンが来たゾ」にてくまモンとコラボした[165]。

### ラジオ番組への出演
- 1993年、TOKYO FMの当時の人気番組『赤坂泰彦のミリオンナイツ』にしんのすけが出演している。また、2007年4月13日にも同局、赤坂泰彦が司会の別番組『ディア・フレンズ』に出演した。2006年にも、シンエイ動画の所在地である西東京市のコミュニティFM局エフエム西東京の番組にもアニメ15周年の宣伝でしんのすけが出演した。
- 2001年4月18日放送のTBSラジオ『コサキンDEワァオ!』に、シロを除く野原一家がゲストとして登場した。パーソナリティの関根勤はファンで野原ひろしのモノマネを持ちネタとして度々披露していたこと、原作者の臼井儀人がコサキンの筋金入り超ヘビーリスナーであること、嵐を呼ぶ モーレツ!オトナ帝国の逆襲に関根勤と小堺一機がゲスト出演したことから実現したものである。なお、番組内ではゲストトークのコーナーだけでなく、「コサキンコント劇場」（2人によるコントコーナー）において、「野原家に家庭教師が来た」という設定でスペシャルコントが行われた。原作には、頻繁にコサキン番組内でよく使われる用語が引用されることがある[166]。
- 2022年4月20日深夜では、『緑黄色社会長屋晴子のオールナイトニッポンX』で、しんのすけが事前収録という形で参加し、リスナーの質問に答えた。また、ラジオ内での特別企画も行った。

### YouTube
- 2024年4月8日、竹下☆ぱらだいすとコラボ。コラボ曲として「とーちゃんの足ってなんでクサイの？feat.しんのすけ&ひろし」のMVを公開[X 35]。また、公式チャンネルの方ではショート版を投稿している。